# Памир

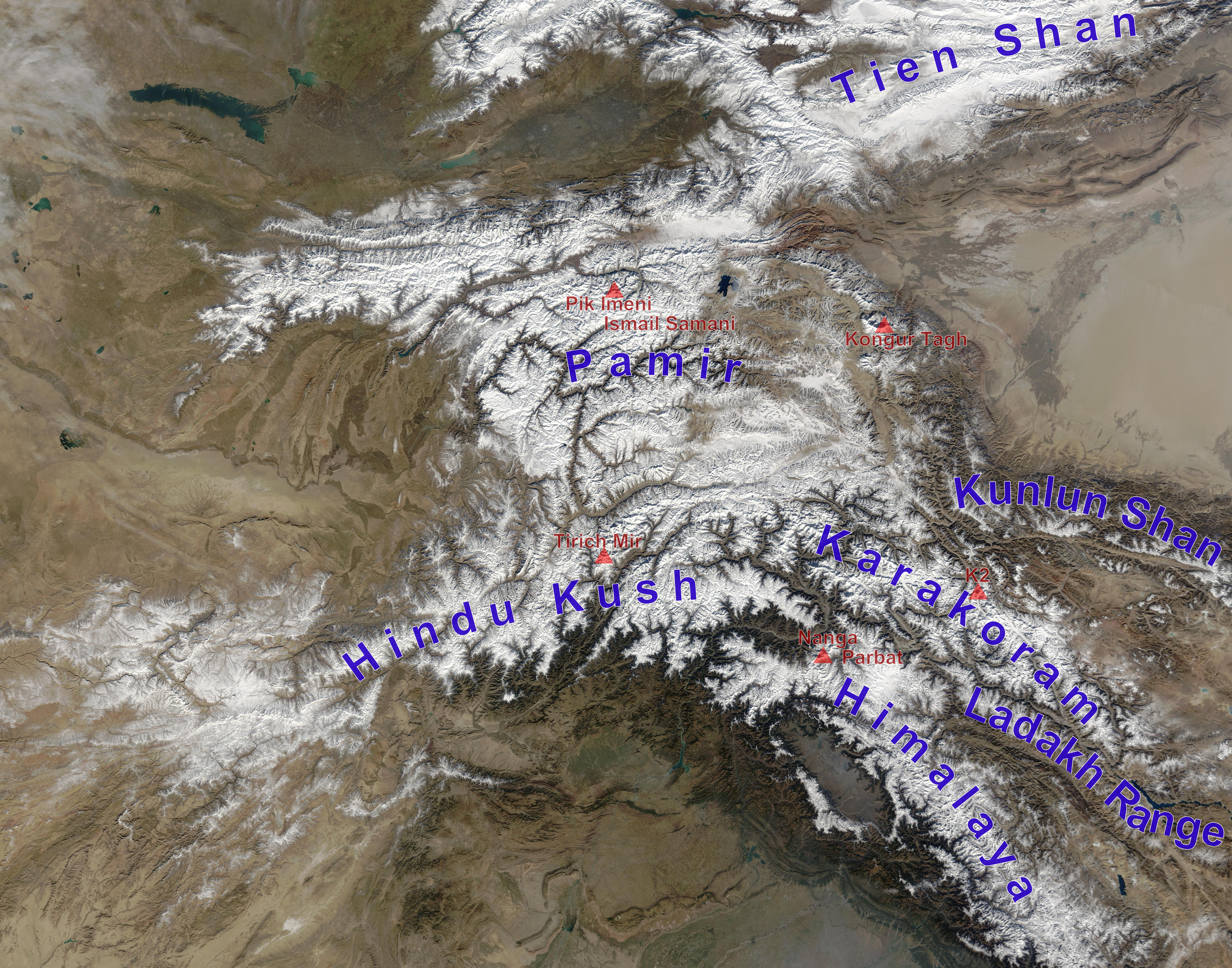
Памир из космоса: справа Таримский бассейн, слева часть Афганистана, Гиндукуш, Бактрия, Туркестанский хребет, Ферганская долина, главный хребет Тянь-Шаня

Топографическая карта гор Памира

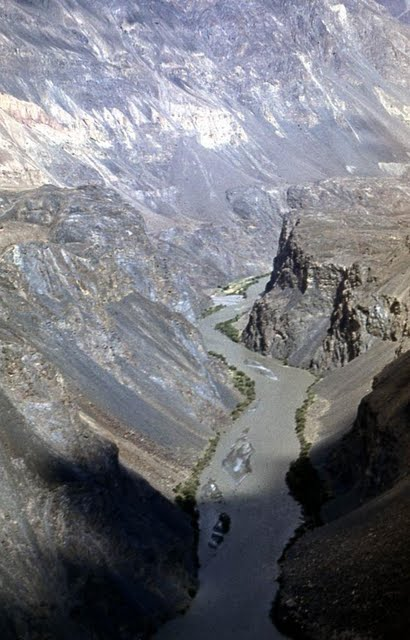
Ущелье реки Бартанг

Пами́р (кит. упр. 帕米尔, пиньинь Pàmǐ'ěr; перс. ‎, пушту ‎и урду پامیر‎; тадж. Помир; хинди सुमेरु; Pamir; дунг. Цунлин) — горная система на юге Центральной Азии и на севере горной гряды Гималаи, преимущественно на территории Таджикистана (Горно-Бадахшанская автономная область), Китая, Афганистана и Пакистана. Памир находится на соединении отрогов других мощных горных систем Центральной Азии — Гиндукуша, Каракорума, Куньлуня и Тянь-Шаня.
Европейцы впервые узнали о Памире от Марко Поло. В XVIII—XX веках Памир и окружающие его области стали ареной геополитического соперничества Британской и Российской империй, что получило в истории британской геополитики название «Большая Игра».
В настоящее время Памир является узлом неразрешённых противоречий между рядом государств, что ведёт к геополитическому напряжению в регионе.

## Этимология
В 140—135 гг. до н. э. по Памиру путешествовал китаец Чжан Цянь, который первым Памир назвал «луковыми горами» (цун-лин, кит. трад. 蔥嶺, упр. 葱岭) — из-за изобилия произрастающих здесь исторически диких горных луков (анзур), при этом Памир он принял за продолжение Тянь-Шаня.
В литературе слово «Памир» упоминается впервые в VII веке в записках китайского путешественника и переводчика времён династии Тан Сюаньцзана, который с дипломатическими целями в то время посетил страны в истоках реки Амударьи (длина 1415 км (2620 км — от истока Пянджа с рекой Вахандарья)). Сюаньцзан со слов местных жителей отмечал: «между двух снеговых хребтов тянется страна По-ми-ло, по другим данным — Па-ми-яй, в которой царствуют стужа и ветры, снег идёт зимой и летом, почва пропитана солью и покрыта камнями». Он записал название По-ми-ло (или Па-ми-яй), на китайском языке, разбив его на слоги, что несомненно соответствует Памиру, поскольку в китайском языке буква «р» не выговаривается.
Название «Памир» писали по-разному, в сочинениях IX —X веков название встречается как «Фамир» или «Бамир». Есть мнение, что арабы заимствовали это название у индийцев: в индийской мифологии есть гора Меру, находящаяся будто бы в центре мира. В буддийской же географии центром мира считались Гималаи и Южный Тибет. Отсюда и возникло предположение, что Упа-Меру, то есть «страна, лежащая под Меру», и есть «(у) памер (у)» или «памир» (Фамир, Бамир в арабских сочинениях).
Марко Поло — итальянский купец и путешественник, представивший историю своего путешествия по Азии (в частности, по Памиру) — в знаменитой «Книге о разнообразии мира» в XIII веке так и писал это название — «Памер» или «Памиер». Многие географические названия в верховьях рек Инда и Амударьи сходны: Памир, Кашмир, Тиричмир, Аймир и так далее. Есть мнение, что в основе этих названий лежит санскритское слово мир, означающее «озеро» (на Памире действительно много озёр). Доказать именно такое происхождение слова памир оказалось, однако, невозможным, так как первый слог так и остался необъяснённым.
В персидском сочинении XVI века Мирза-Гайдара упомянуто название «Памир» или «Бамир»; языковеды-иранисты предположили, что памир — персидское слово Бам-иар, что означает «крыша земли». Вероятно, отсюда и пошло знаменитое определение «крыша мира», его транслитерация с таджикского языка — Боми дунье, что означает «крыша мира». Были и другие толкования с персидского: например, По-и-мор, то есть «подножье смерти», или По-и-мург — «нога птицы». Все эти названия, однако, лишены географического смысла.
В конце 50-х годов сначала узбекским географом X. К. Хасановым, затем профессором Н. Г. Малицким было высказано предположение, что в Афганистане до сих пор пишут не Памир, а Па-и-михр. «Михр» или «Митр» — бог солнца древних иранцев, и слово Паи-михр должно означать «подножье солнца или бог солнца», то есть горную страну на востоке, из-за которой всходит солнце. По отношению к землям, населённым древними иранскими народами, Памир действительно занимает такое положение, и приведённое название хорошо это отражает. Вполне возможно, что от него слово «Памир» и произошло.

## Орография

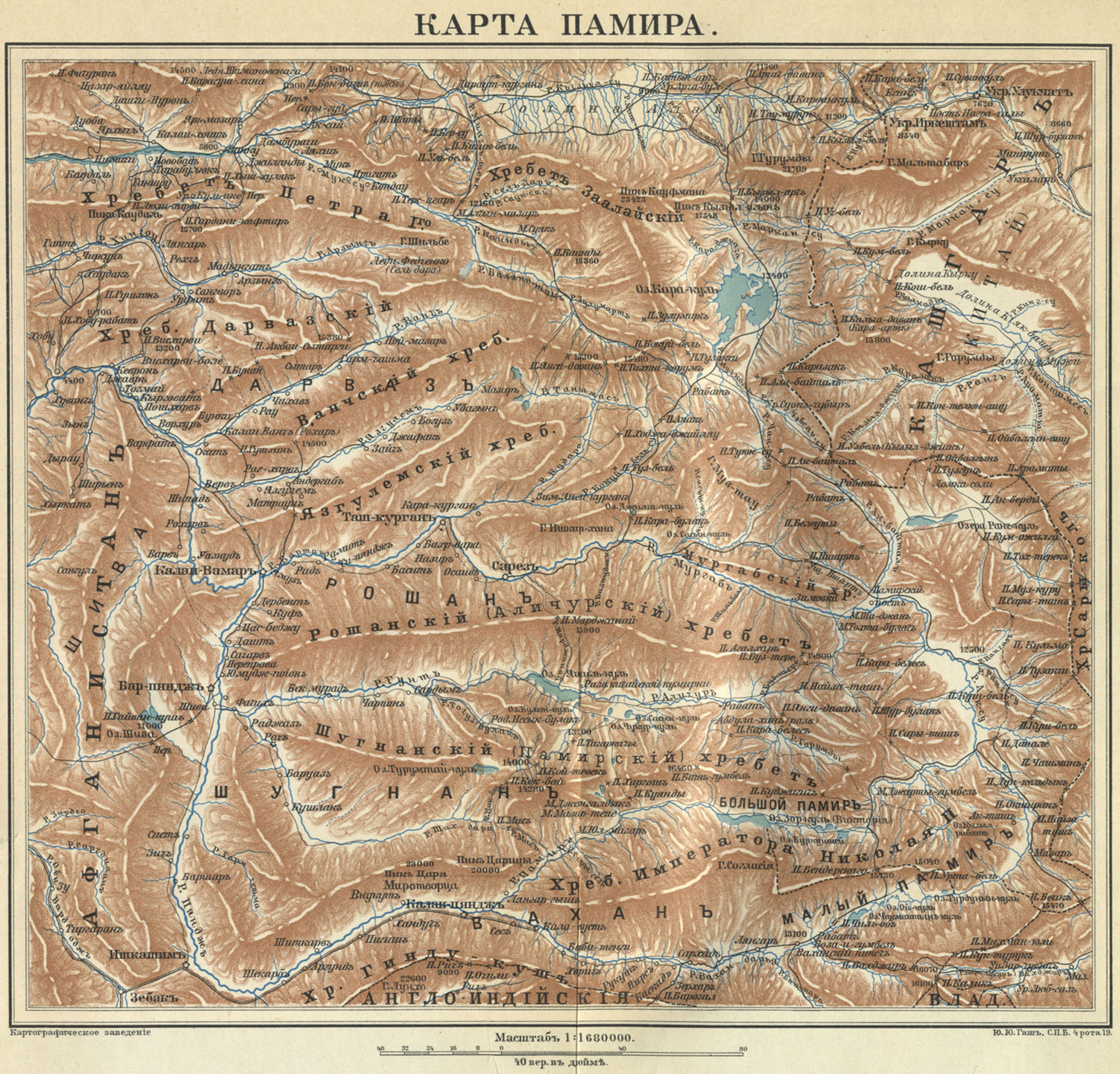
Карта Памира в начале XX века

### Горные хребты Памира
- Хребет Академии Наук
- Ванчский хребет
- Ваханский хребет
- Вахшский хребет
- Дарвазский хребет
- Заалайский хребет
- Зулумарт
- Ишкашимский хребет
- Калат (гора)
- Каратегинский хребет
- Музкол
- Хребет Петра I
- Пшартский хребет
- Рушанский хребет
- Сарыкольский хребет
- Северный Танымас
- Северо-Аличурский хребет
- Хазратишох
- Шахдаринский хребет
- Шугнанский хребет
- Южно-Аличурский хребет
- Язгулемский хребет

Источник.
| Название                | Провинция / страна | Макс.высота (метров над уровнем моря) | Протяженность (км) | Площадь ледников (кв.км) |
| ----------------------- | ------------------ | ------------------------------------- | ------------------ | ------------------------ |
| хр.Северный Танымас     | Восточный Памир    | 6018                                  | 68                 | 200                      |
| хр. Сарыкольский        | Восточный Памир    | 6351                                  | 402                | 132                      |
| хр. Ваханский           | Восточный Памир    | 6281                                  | 186                | 96                       |
| хр. Северо-Аличурский   | Восточный Памир    | 5929                                  | 130                | 70                       |
| хр. Ашартский           | Восточный Памир    | 4734                                  | 57                 | 0                        |
| хр. Музтаг Сарыкольский | Восточный Памир    | 5821                                  | 44                 | 0                        |
| хр. Южно-Аличурский     | Восточный Памир    | 5706                                  | 150                | 0                        |
| хр. Музкол              | Восточный Памир    | 6233                                  | 110                | 250                      |
| хр. Петра Первого       | Западный Памир     | 6785                                  | 200                | 900                      |
| хр. Академии Наук       | Западный Памир     | 7495                                  | 110                | 660                      |
| хр. Язгулемский         | Западный Памир     | 6974                                  | 131                | 438                      |
| хр. Дарвазский          | Западный Памир     | 6083                                  | 200                | 420                      |
| хр. Ишкашимский         | Западный Памир     | 6096                                  | 79                 | 300                      |
| хр. Шахдаринский        | Западный Памир     | 6726                                  | 113                | 270                      |
| хр. Ванчский            | Западный Памир     | 5000                                  | 83                 | 221                      |
| хр. Рушанский           | Западный Памир     | 6080                                  | 120                | 200                      |
| хр. Шугнанский          | Западный Памир     | 5704                                  | 99                 | 150                      |
| хр. Белеули             | Западный Памир     | 5358                                  | 67                 | 120                      |
| хр. Сары-Бель           | Западный Памир     | 4030                                  | 30                 | 0                        |
| хр.Сары-Айгыр (хребет)  | Западный Памир     | 4867                                  | 42                 | 0                        |
| хр. Заалайский          | Западный Памир     | 7134                                  | 273                | 1194                     |

### Горные вершины Памира — семитысячники
- Пик Конгур (высота 7649 м) — высшая точка Памира, расположенная на территории Китая.
- Пик Исмоила Сомони (бывший пик Коммунизма) (высота 7495 м) — высшая точка бывшего СССР, открытая в 1880-е годы русскими исследователями Памира[6]. По ошибке был отождествлён с пиком Гармо; позже ошибка была исправлена. В 1932 году назван пиком Сталина; в 1962 году переименован в пик Коммунизма; в 1998 году переименован в пик Исмоила Сомони.
- Пик Ленина (пик Абу Али ибн Сины) — высота 7134 м, открытый в 1871 году, был назван пиком Кауфман; в 1928 году переименован в пик Ленина; в 2006 году переименован в пик Абу Али ибн Сины (в честь Авиценны)[7], он же пик Ибн Сины.
- Пик Корженевской — высота 7105 м, открытый в 1910 году русским географом Н. Л. Корженевским, назван в честь его жены Евгении Корженевской.

### Другие горные вершины Памира
- Пик Гармо
- Пик Карла Маркса
- Пик Маяковского
- Музтагата
- Пик Независимости
- Пик Фрунзе
- Пик Эйлера
- Пик Энгельса

## Климат
Для Памира характерна долгая и суровая зима и короткое лето. Вершины остаются покрытыми снегом круглый год.
Климат Памира высокогорный, суровый, резко континентальный. К высокогорным районам выше 2500 м относится Центральный и Восточный Памир, климат этих районов континентальный. Колебания температуры от зимы к лету и от дня к ночи довольно значительны и увеличиваются по направлению к востоку. Нередко в зимнее утро наблюдается температура около −20 °C, а после полудня она поднимается на несколько градусов выше нуля. Памир расположен в субтропическом поясе, зимой здесь преобладают массы воздуха умеренных широт, летом — тропические. Средняя температура января на высотах около 3600 м −17,8 °C. Зима длится с октября по апрель включительно. Абсолютные минимумы температур достигают −50 °C. Лето короткое и холодное. Летние температуры не поднимаются выше 20 °C. Средняя температура июля (для тех же высот, что и в январе) 13,9 °C. Особенно неблагоприятными климатическими условиями отличается Восточный Памир. Зима здесь продолжительная и суровая. Отрицательные месячные температуры отмечаются с октября по апрель. Средняя месячная температура января опускается до −14 °C −26 °C. Абсолютный минимум исключительно низкий: −63 °C (по данным гидрометеостанции Булункуль). Лето короткое и прохладное. Средняя июльская температура воздуха не превышает 15 °C (ГМС Ирхт — расположена на берегу озера Сарез). Абсолютный максимум колеблется в пределах от 20 °C (ГМС им. академика Н. П. Горбунова, ледник Федченко) до 34 °C (ГМС Ирхт).

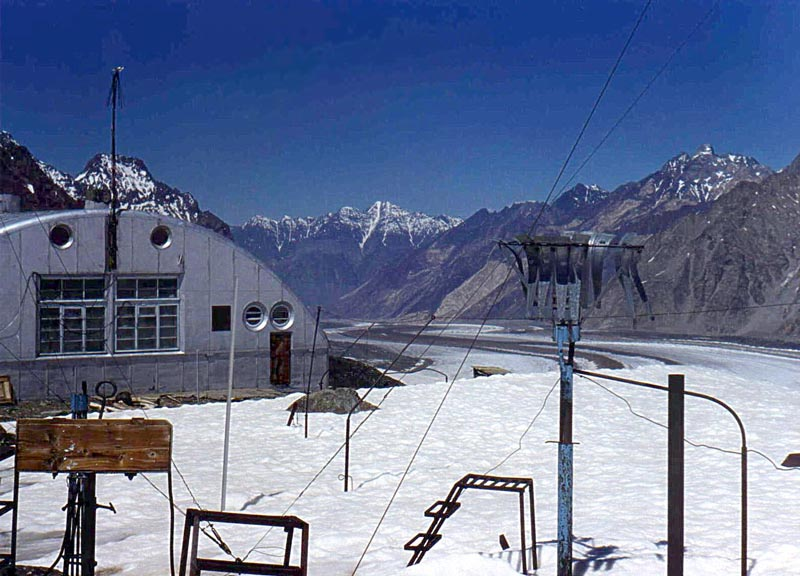
Гидрометеорологическая станция им. академика Н. П. Горбунова на скальных выступах левого борта ледника Федченко

Наибольшая продолжительность безморозного периода составляет 111 дней (ГМС Ирхт), а в ряде наиболее холодных районов (Шаймак, Каракуль, Булункуль) безморозный период вообще отсутствует. Горные районы отличаются большим разнообразием как в сроках наступления и окончания периодов с различными температурами, так и в отношении длительности этих периодов. Так, в высокогорьях период с температурой выше 5 °C составляет 90−160 дней, с температурой 10 °C — 26−44 дня, отсутствует период с температурой выше 0 °C в Каракуле и на леднике Федченко.
В долинах Мургаба, Оксу, в бессточных впадинах (Каракуль и др.) распространены многолетние мёрзлые горные породы. Преимущественное влияние на годовой ход осадков оказывают циклонические процессы при юго-западном переносе масс. Сложность рельефа и разнообразие высот обуславливают значительную неравномерность выпадения осадков в отдельных районах. В горных районах, открытых влажным западным воздушным массам, выпадает большая часть осадков. Восточные районы, отгороженные от этих воздушных масс высокими горами, получают мало влаги.
Довольно высокими температурами отличается Западный Памир. Так, среднемесячная температура января в МС Дарвазе положительная и составляет 0,2 °C. Абсолютный минимум температуры воздуха достигает −34 °C (МС Тавильдара).
В долинах Западного Памира сумма годовых осадков составляет 92—260 мм, на Восточном Памире — 60—119 мм. В высокогорьях и на склонах гор количество осадков увеличивается (на леднике Федченко — 1100 мм). Максимум осадков на Западном Памире — в марте-апреле, минимум — летом; на Восточном — в мае-июне и в августе. Летом на Восточном Памире возможны влияния влажных тропических масс воздуха, участвующих в муссонной циркуляции Индии.
Некоторые климатические данные по районным центрам Памира:
- Среднегодовая температура в Калай-Хумбе — 12,3 °C. 507 мм — среднегодовая норма осадков. Самый засушливый месяц — август с осадками 1 мм. Большая часть осадков выпадает в марте, в среднем 101 мм. Самый тёплый месяц года — июль со средней температурой 25,1 °C. Средняя температура в январе −1.8 °C. Это самая низкая средняя температура в течение года. Разница между количеством осадков между самым сухим и самым влажным месяцем — 100 мм. Средняя температура меняется в течение года на 26,9 °C.
- Среднегодовая температура в Ванче — 9,9 °C. Выпадает около 341 мм осадков в год. Самый засушливый месяц — август с осадками 1 мм. Большая часть осадков выпадает в марте, в среднем 64 мм. Самый тёплый месяц года — июль со средней температурой 23,0 °C. Средняя температура в январе — −4.9 °C. Это самая низкая средняя температура в течение года. Разница между количеством осадков между самым сухим и самым влажным месяцем — 63 мм. Средняя температура меняется в течение года на 27,9 °C.
- Среднегодовая температура в Рушане — 9,2 °C. Среднегодовая норма осадков — 292 мм. Самый засушливый месяц — август с осадками 0 мм. Большая часть осадков выпадает в марте, в среднем 54 мм. Самый тёплый месяц года — июль со средней температурой 22,4 °C. Средняя температура в январе — −6.1 °C. Это самая низкая средняя температура в течение года. Разница между количеством осадков между самым сухим и самым влажным месяцем — 54 мм. Средняя температура меняется в течение года на 28,5 °C.
- Среднегодовая температура в городе Хороге — 9,3 °C. 276 мм — среднегодовая норма осадков. Самый засушливый месяц — август с осадками 0 мм. Большая часть осадков выпадает в марте, в среднем 52 мм. Самый тёплый месяц года — август со средней температурой 22,6 °C. Средняя температура в январе — −6.2 °C. Это самая низкая средняя температура в течение года. Разница между количеством осадков между самым сухим и самым влажным месяцем — 52 мм. Средняя температура меняется в течение года на 28,8 °C.
- Среднегодовая температура в Ишкашиме — 7,5 °C. 416 мм — среднегодовая норма осадков. Самый засушливый месяц — август с осадками 4 мм. Большая часть осадков выпадает в апреле, в среднем 82 мм. Самый тёплый месяц года — июль со средней температурой 19,5 °C. Средняя температура в январе — −6.0 °C. Это самая низкая средняя температура в течение года. Разница между количеством осадков между самым сухим и самым влажным месяцем — 78 мм. Средняя температура меняется в течение года на 25,5 °C.
- Среднегодовая температура в Мургабе — 0,3 °C. Выпадает около 72 мм осадков в год. Самый засушливый месяц — ноябрь с осадками 1 мм. Большая часть осадков выпадает в мае, в среднем 11 мм. Самый тёплый месяц года — июль со средней температурой 13,8 °C. Средняя температура в январе — −15.5 °C. Это самая низкая средняя температура в течение года. Разница между количеством осадков между самым сухим и самым влажным месяцем — 10 мм. Средняя температура меняется в течение года на 29,3 °C[9].

## Гляциология

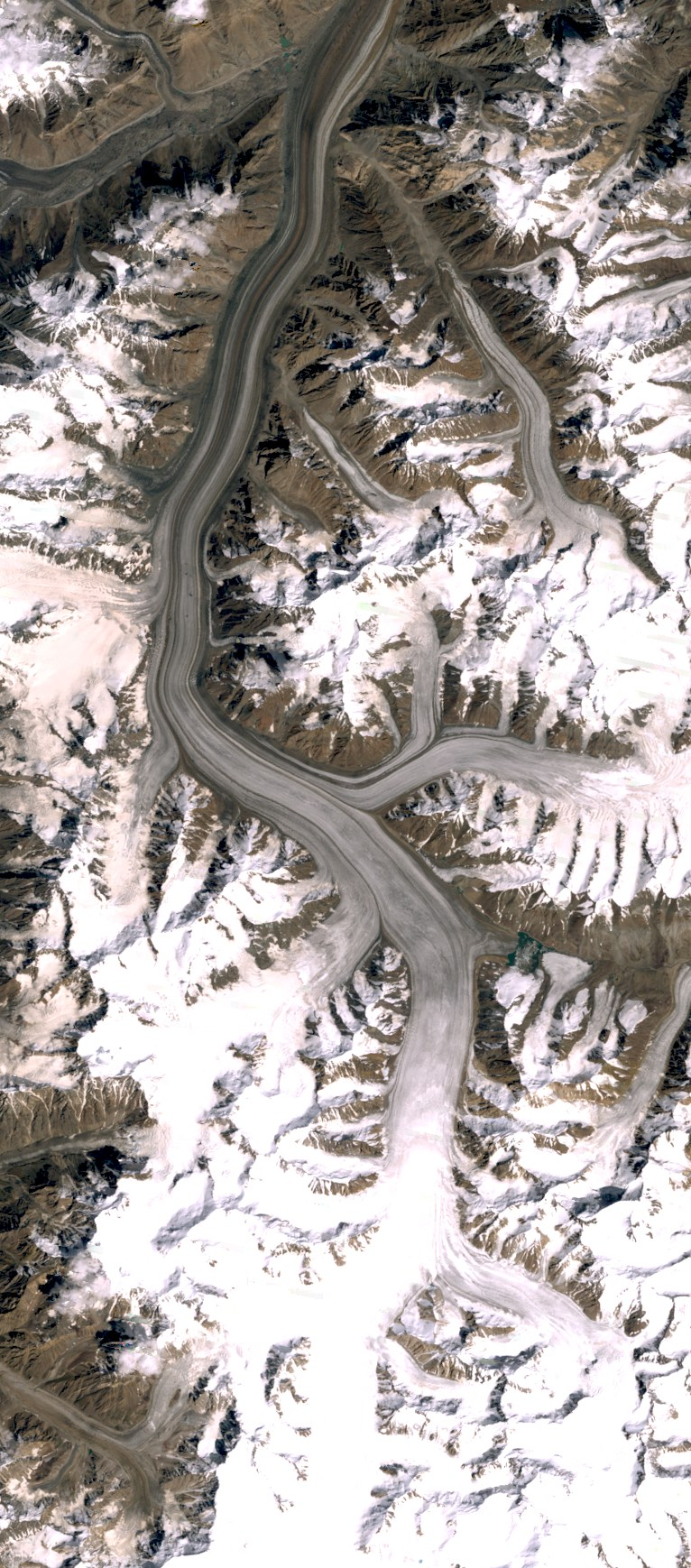
Ледник Федченко, снимок Landsat-7

- Ледник Федченко — самый большой ледник на Памире. Расположен на территории центрального Таджикистана (Горно-Бадахшанская автономная область). Относится к горно-долинному типу ледников. Это самый длинный ледник в мире за пределами полярных регионов. Площадь ледника около 700 км². Среди ледников Евразии ледник Федченко уступает по площади лишь каракорумским ледникам Сиачен (длина 76 км, площадь 750 км²) и Балторо (длина 62 км, площадь 750 км²).
- Ледник Медвежий находится в Горном Бадахшане, на западном склоне хребта Академии Наук, который протягивается вкрест простиранию основных субширотных геологических структур Памира. Современная долина Медвежьего состоит из двух резко отличных частей: самой долины и фирновой области ледника. Долина Медвежьего (долины реки Хирсдары, бассейн реки Абдукагор, левого истока реки Ванч) — глубоковрезанное ущелье, наследующее тектонический разлом. Простирание ущелья совпадает с общим простиранием геологических структур, глубина ущелья достигает 2 км при средней крутизне бортов до 40°. Склоны ущелья осложнены эрозионными бороздами, по которым сходят лавины, сели и камнепады. На левом борту основной долины из области питания обширного цирка Медвежий принимает свой единственный приток. У подножий склонов почти непрерывной лентой простираются лавинно-осыпные шлейфы слившихся конусов выноса, к которым прислонены (или под которыми погребены) узкие, островершинные гряды боковых морен. Языки Медвежьего почти на всем протяжении «вложены» в эту систему пролювиально-коллювиально-моренных дуг[10].

Фирновая область Медвежьего состоит из трёх ветвей, которые сливаются в обширном плоскодонном понижении фирновой мульды над бровкой ледопада. Главной является южная ветвь, длина которой достигала 5 км, площадь — около 12,5 км²; длина восточной ветви равнялась 4,6 км при площади около 4,7 км²; длина северной ветви — более 2 км, а площадь — около 4,4 км². Таким образом, общая площадь фирновой мульды, вместе с частью ледопада, лежащей выше фирновой линии, составляла около 22,2 км².
Сёрджи Медвежьего происходили многократно: незадолго до 1916 года, в 1937 и в 1951 годах. Однако этот ледник привлёк внимание специалистов лишь в 1963 году, когда Медвежий продвинулся почти на 1,75 км вниз по своей долине (реки Хирсдара) и вышел в верховья Ванча, перегородив долину Абдукагора. Скорость продвижения ледника весной 1963 года составляла до 100 м/сутки, а в начале июля этого года сёрдж остановился. Выше конца ледника образовалось Абдукагорское ледниково-подпрудное озеро. Выдвинувшийся конец ледника быстро утратил связь с основным языком и превратился в огромный вытянутый по простиранию долины Ванча массив заморененного мёртвого льда.
Очередная подвижка Медвежьего произошла через 10 лет и продолжалась до августа 1973 года. Ледник на этот раз продвинулся дальше. В дальнейшем сёрджи Медвежьего регулярно повторялись, и уже в новом тысячелетии были отмечены систематические сёрджи различных размеров.
В результате измерений, проводившихся в марте — июле 1989 года сотрудниками Таджикской гидрометеослужбы, была получена непрерывная запись изменения скорости движения языка ледника, а также установлены их максимумы (более 50 м/сут с 13 по 17 июня). С помощью метода аэропсевдопараллаксов удалось установить, что в это же время на уровне примерно 2 км выше ледникового фронта скорость движения льда составляла 70 м/сут.
Наблюдение за состоянием ледника Медвежьего и некоторых других ледников Памира с конца 1990-х гг. велось из космоса экипажами орбитальной станции «Мир», а в настоящее время — МКС.

## Озёра

### Гидрография
Гидрография: 5 (18 — по Григорианскому календарю) февраля 1911 года произошло землетрясение силой 9 баллов по Шкале Рихтера. Со склона горы в русло реки Мургаб сошёл гигантский оползень, под которым был погребён кишлак Усой. Мургаб остановил своё течение, а в его русле образовалась естественная плотина высотой 567 м, получившая название Усойский завал.
Воды реки Мургаб стали заполнять котловину перед завалом и к концу 1911 затопили кишлак Сарез, который и дал название образовавшемуся озеру. В 1914 ниже озера Сарез в Усойском завале появились первые родники. Часть обрушившихся горных пород тогда же перекрыла впадавшую в Мургаб небольшую реку Шадау-Дарья, что привело к образованию другого, меньшего по размеру озера Шадау. Гидрологический режим озёр за период более 100 лет стабилизировался.
Сегодня длина озера Сарез около 55,8 км, глубина более 500 м, урез воды — около 3263 м над уровнем моря, объём воды — более 16 км³. Окружающие горы возвышаются над озером примерно на 2,5 км. Ниже Усойского завала 57 родников вновь образуют реку Мургаб.
В 1967 на правом берегу озера обнаружен нестабильный участок крутого склона с объёмом рыхлых отложений в 1,25 км³. Существует угроза схода оползня в чашу озера. Предположительно избыток озёрных вод в виде гигантской волны перехлестнёт через завал и обрушится вниз по течению Мургаба. Можно ожидать катастрофического наводнения и образования мощного селевого потока ниже плотины озера Сарез. В потенциально опасной зоне живёт около 6 млн человек, и находятся жилые и промышленные постройки.

В 2000 Казахстан, Кыргызстан, Таджикистан и Узбекистан обратились к мировому сообществу с просьбой оказать поддержку в решении проблемы Сарезского озера. Под управлением Всемирного банка реализуется Международная программа, получившая название «Сарезское озеро: проект по снижению риска».— 

## Реки
- Баляндкиик
- Бартанг
- Белеули
- Ванч
- Гунт
- Каинды (река)
- Маркансу
- Обихингоу
- Памир (река)
- Пяндж
- Сауксой
- Сельдара
- Шахдара
- Язгулем

## Геологическое строение
Горы Памира отличаются сложностью и неоднородностью своего геологического строения. В их состав входят осадочные породы — известняки, песчаники — и кристаллические, в частности, граниты. Они содержат вкрапления горного хрусталя, самоцветов.
Памир представляет собой складчато-покровное горное сооружение в восточном сегменте Альпийско-Гималайского подвижного пояса, расположенное на участке, где пояс суживается и образует дугообразный изгиб к северу, напротив выступа Индостанской платформы. Памир с запада и востока ограничен двумя крупнейшими сдвиговыми зонами — Памиро-Афганской (амплитуда горизонтального смещения свыше 200 км) и Памиро-Каракорумской (амплитуда около 300 км). С севера на юг выделяется несколько зон, разделённых надвигами и различающихся по геологическому строению.

## Физико-географическое районирование Памира
Существует несколько схем районирования Памира с выделением отдельных областей, имеющих индивидуальные особенности и облик. Районирование осуществляется на основе орографии, геологии, геоморфологии, гидрологии, гляциологии, климатических различий, сведений геоботаники и ряда других природных признаков.
Во второй половине XX века исследователь Памира географ и геоботаник Окмир Агаханянц на основе обширных полевых исследований и научного анализа предложил свою схему деления Памира на физико-географические области, получившую название «Схема районирования Памира Агаханянца».

## Народы, населяющие Памир
- Области расселения памирцев — западный, южный и восточный Памир, смыкающийся на юге с Гиндукушем, — представляют собой высокогорные узкие долины с довольно суровым климатом, практически нигде не опускающиеся ниже отметки 2000 м над уровнем моря и окружённые крутосклонными покрытыми вечными снегами хребтами, высота которых местами подбирается к 7000 м. К северу от Гиндукушского водораздела долины принадлежат к бассейну верховий Амударьи (Верхняя Кокча, Пяндж, Памир, Вахандарья). Восточные склоны Памира принадлежат бассейну р. Яркенд, к югу от Гиндукуша начинается бассейн Инда, представленный реками Кунар (Читрал) и Гилгит. Административно вся эта территория, издавна составлявшая эклектичный, но единый ареал, оказалась поделённой между Таджикистаном, Афганистаном, Пакистаном и Китаем в результате экспансии в XIX в. Российской, Британской и Китайской империй и их сателлитов (Бухарского и Афганского эмиратов). В результате ареалы многих памирских субэтносов оказались искусственно разделены. Этногеографическими единицами на Памире служат исторические области: Шугнан, Рушан, Ишкашим, Вахан, Мунджан, Сарыкол. Если в плане материальной и духовной культуры памирцы благодаря тысячелетним взаимным контактам значительно сблизились друг с другом, то изучение их языков показывает, что разные памирские народы вышли как минимум из четырёх древних восточноиранских общностей, лишь отдалённо родственных друг другу и занесённых на Памир независимо.
- Для сравнения динамики численности и национального состава населения ГБАО по данным Всесоюзных переписей 1939—1989 годов и переписи населения Таджикистана 2010 года смотрите статью Население Горно-Бадахшанской автономной области.
- Большую часть афганского населения Бадахшана представляют коренные памирские таджики, говорящие на языке дари. Кроме того, здесь проживают народы, говорящие на памирских языках: рушанском, шугнанском, мунджанском, ишкашимском, ваханском. Имеются небольшие группы киргизов, узбеков и пуштунов.
- Памирские киргизы — этнические киргизы начали заселять высокогорный Памир в несколько этапов с 1575 года. Вторая волна киргизов переселилась в Памирское высокогорье в 1920-х — 1930-х годах с целью избежать экспроприации скота после установления советской власти в Кыргызстане.

## Языки народов Памира
Памирские языки — ареальная группа языков, входящих в восточноиранскую группу иранских языков, на которых говорят памирцы. Распространены в Западном Памире (Горный Бадахшан), разделённом между Таджикистаном, Пакистаном, Китаем (юго-запад Синьцзян-Уйгурского автономного района), Афганистаном.

## Пути сообщения

### Дороги, тропы и овринги
Большая часть поселений Памира связана горными тропами и оврингами. Ввиду того, что Памир — молодая горная страна, имеющая сложно-пересечённый рельеф, строительство здесь автомобильных дорог — чрезвычайно сложная инженерная задача и требует значительного финансирования. Строительство путей сообщения осложняется также высокой сейсмичностью региона, опасностью возникновения оползней, обвалов, камнепадов, снежных лавин и заносов, ледовых обвалов, наводнений и селей. Поэтому на Памире количество хорошо обустроенных автомобильных дорог невелико. Строительство новых дорог осуществляется в ограниченном масштабе.
Несколько тысячелетий назад на Памире уже существовали пути сообщения как внутренние, так и транзитные — пересекающие эту горную область и соединяющие страны и области, лежащие к северу и югу от Памира. Таких дорог было немного. Передвижение по дорогам осуществлялось пешком, верхом на ишаках, лошадях, верблюдах, иногда — на арбах. Выносливый и неприхотливый ишак — и в настоящее время наиболее распространённое животное, которым пользуются как для езды верхом, так и для перевозки грузов. Для верблюдов Памир — слишком холодная страна, а для лошадей здесь не хватает корма.
На участках крутостенных каньонов или бомов — отвесных скал, опускающихся в воды озера или горной реки, — обычно совместно все население под руководством мастера-усто строило овринги — нависающие «балконы» из брёвен, сучьев, плетёные из ветвей кустарников, которые нередко покрывались дёрном или плоскими пластинами горного сланца. Дороги, тропы и овринги постоянно поддерживались в рабочем состоянии. Через горы выискивались и обустраивались перевалы, через пропасти и реки, где это было возможно, — устраивались мосты и переправы различных конструкций. На мелководьях существовали обозначенные по берегам броды. При необходимости через реки в определённых удобных местах с пологими берегами и не бурным течением переправлялись вплавь на бурдюках, сделанных из козьей шкуры и надутых воздухом. В некоторых районах делались конструкции наподобие плотов — деревянная рама из арчи с привязанными к ней рядами бурдюков.
Еле заметная горная тропа, перевал, поворот, ответвление, место брода и другие важные места на путях сообщения отмечались обо — пирамидами из сложенных вручную камней. Обо также являлись местом привала, исполнения жертвоприношения богам и духам и местом молитвы. По обычаю, каждый идущий по дороге или тропе должен был убирать с пути случайно упавшие камни и часть из них подкладывать в обо. Некоторые обо на Памире имеют возраст до нескольких тысячелетий, это очень большие сооружения, сложенные из десятков тысяч камней.
С наступление зимы и выпадением снега весьма часто всякое сообщение между поселениями прекращалось на длительный срок, вплоть до наступления следующего лета.
Пути сообщения служили не только бытовым целям общения, внутренней и внешней торговли, но и административным целям управления, сбора налогов, формирования наборов в армию, поиска молодых женщин для пополнения гаремов.
Древние копи, шахты и горные выработки, где добывались полезные ископаемые, также способствовали созданию сети троп, оврингов и дорог на Памире, посредством которых лазурит, сапфиры, рубины, моно- и полиметаллические руды, сырьё для строительных нужд, вывозились за пределы горной страны. Особой статьёй вывоза были мумиё, целебные и лекарственные травы, продукты сельского хозяйства: кишмиш, изюм, курага и другое. Горы поставляли в равнинные районы также продукты животноводства: козлятину, баранину, молочные субпродукты и другое. Особой популярностью пользовалась арча, которая имела разнообразное применение за пределами горной области в степных, полупустынных и пустынных районах, где ощущался острый недостаток древесины.
Особую славу Памиру принёс так называемый бадахшанский лазурит, по качеству — один из лучших в мире.
Долгое время через Памир проходило ответвление Великого Шёлкового пути.
Дорогами, тропами и оврингами Памира пользовались торговые караваны, посольские миссии, военные отряды, разведывательные партии, религиозные миссионеры и проповедники, дервиши и странствующие монахи.
Мерой пути на памирских тропах, оврингах и дорогах являлся чакрым — обычно расстояние, которое покрывал путник от привала до привала.
Памирцы выработали свою собственную оригинальную технику строительства дорог, троп, оврингов и мостов, которая впитала в себя опыт тысячелетий. Некоторые дороги, тропы и овринги имели свои собственные названия.
С колониальным захватом и освоением Памирской горной страны обустройством дорог здесь занялись профессиональные инженеры и строители Британской, Российской и Китайской империй, каждые — на своей подконтрольной территории.
В настоящее время строительство дорог, мостов, тоннелей и других путевых сооружений на Памире осуществляют либо национальные дорожные службы, либо иностранный капитал.

### Старый Памирский тракт
Завоевав новые колонии в Центральной Азии, российские власти приступили к созданию сети стратегических дорог, по которым можно было бы быстро перебрасывать и снабжать русские войска. Решено было связать горной колёсной дорогой Ферганскую и Алайскую долины.
В 1894 русские сапёрные части под руководством начальника Ошского уезда подполковника Бронислава Громбчевского построили первую колёсную дорогу из Ферганской долины в Алайскую долину через перевал Талдык высотой 3615 метров. Позднее дорога получила название «Старый Памирский тракт». Фотографическое описание Памирского тракта впервые осуществлено в 1901 году адъютантом командующего войсками Туркестанского военного округа поручиком П. П. Родственным.
Проектирование и строительство военно-стратегической дороги было засекречено, долгое время о её создателях ничего не было известно. По сведениям расшифрованного в 1977 дневника исследователя Памира Николая Леопольдовича Корженевского, летом 1903 на перевале Талдык он обнаружил памятный столб с именами людей, принявших участие в проектировании и прокладке дороги. Это были подполковник Бронислав Громбчевский, инженеры путей сообщения Мицкевич, Бураковский, Зараковский и подпоручик Ирмут. До этого полагали, что первую колёсную дорогу через перевал построили в 1916 пленённые в Первой мировой войне австрийцы.

## Животный мир
Памир, несмотря на суровые условия жизни, довольно богат и своеобразен. Здесь встречается тяньшанский бурый медведь, лисицы и волки, в том числе красный волк, заяц, множество сурков (Arctomys caudatus), снежный барс, многочисленные стада горных баранов (архаров), характерного животного (до 11 пудов веса) для Памира, горных козлов и пр. Из домашних животных в особенности замечателен як (по-киргизски кутас), дающий молочные продукты и служащий для перевозки тяжестей на этих громадных высотах. Из многочисленных птиц упомянем орлов, гусей, уток, гагар, уларов (Megalepedrix tibetana) и пр. Пресмыкающихся, по-видимому, на Памире нет; из амфибий были встречены травяная лягушка и иранская жаба (Bufo variabilis). Речки и озёра изобилуют рыбой, местами ею питаются даже медведи, вылавливая лапами.

## Памирская биологическая станция Чечекты
Постоянно действующей Памирской биологической станции в Чечекты (альтитуда 3860 м), в 25 км от райцентра Мургаб, на 395 км от г. Ош Киргизской ССР, предшествовала созданная до этого в 1934 году первая биологическая станция в урочище Джаушангоз (альтитуда 3600 м), просуществовавшая 2 года, которая затем осенью 1936 года была переведена в урочище Чечекты долины р. Мургаб с опорными пунктами высотой с 2860—4750 м над ур. м..
Памирская биологическая станция создавалась на базе Памирской экспедиции САГУ, возглавляемой П. А. Барановым (директор в 1937—1940 гг.) и И. А. Райковой (директор в 1940—1942 гг.), ими были созданы первые стационары: опытные поля в Джамантале на р. Карасу и в урочище Мадьян (альтитуда 3640 и 3660 м соответственно), где были посеяны некоторые сорта зерновых, бобовых и овощных культур; в долине р. Аличур, в урочище Башгумбез выбрали место для лугового и животноводческого стационара; на берегу озера Булункуль — место для посевов. Здесь изучались возможности приспособления растений к крайне неблагоприятным для их жизни условиям холодной высокогорной пустыни к резким колебаниям температур, летним заморозкам, доходящим до —15 °C, к резко выраженной сухости почвы и воздуха, постоянным и сильным ветрам, недостатку углекислоты в атмосфере, повышенной солнечной радиации и к другим факторам внешней среды. Разрабатывались агробиологические приёмы повышения продуктивности пастбищ и их мелиорации, испытывались около тысячи образцов семян зерновых, кормовых, бобовых и овощных культур.
С 1939 года О. В. Заленский становится сотрудником, после директором Памирской биологической станции Таджикского филиала АН СССР (1942—1951).
С 1938 года Памирская биологическая станция вошла в систему Таджикского филиала АН СССР, а с 1951 года в состав АН Таджикской ССР.
С 1939 года Памирская биологическая станция была включена в число участниц Всесоюзной сельскохозяйственной выставки (позже переименованной в ВДНХ).
В 1946 году К. В. Станюкович начинает работу старшим научным сотрудником Памирской биологической станции Таджикского филиала АН СССР (1946—1951), затем директором Памирской биологической станции АН Таджикской ССР (1951—1959).
В 1959—1962 годы директором Памирской биологической станции была Кириллова Евгения Григорьевна (1911—1993) — растениевод, кандидат биологических наук, доказавшая возможность выращивания на Памире многолетнего лука, репы, турнепса и дунганского редиса; организатор внедрения этих культур в посевную практику колхозов.
В 1962 году директором Памирской биологической станции стал X. Ю. Юсуфбеков и развернул большую экспериментальную работу по улучшению пастбищ и сенокосов во всех районах Горно-Бадахшанской автономной области, а также Алайской долины Киргизской ССР. Под его руководством на Памирской биологической станции в 1964 году создано три лаборатории: физиологии и биохимии растений, интродукции растений, экспериментальной геоботаники. Здесь наряду с проблемами экологической физиологии и биохимии растений, начало которым положил профессор О. В. Заленский, дальнейшее развитие получили исследования по экспериментальной геоботанике, фитомелиорации, изучению почв, микроорганизмов, климатологии, а также вопросы растениеводческого освоения Восточного Памира. За все годы его руководства значительно возросла численность сотрудников и объём научно-исследовательских работ, что оказало положительное влияние на деятельность биологической станции. Одновременно с 1965 года был избран председателем бюро Памирской базы АН Таджикской ССР по совместительству. В 1969 году X. Ю. Юсуфбековым все биологические научные учреждения Памира (Восточно-Памирская биологическая станция в Чечекты (альтитуда 3860 м), Хорогская — Памирский ботанический сад им. А. В. Гурского (альтиту́да 2180-3600 м) и Ишкашимский опорный пункт (альтитуда 2600 м)) были объединены в Памирский биологический институт, ныне институт носит имя своего основателя и практически создателя, академика X. Ю. Юсуфбекова.

## Выдающиеся исследователи Памира

### XIX век
- Николай Северцов (1827—1885) — российский учёный-зоолог и путешественник[21][29][30].
- Алексей Федченко (1844—1873) — российский учёный, биолог, географ и путешественник, исследователь Средней Азии (1868—1871), в первую очередь совершенно неизведанного в научном плане, таинственного и загадочного для европейцев Памира. Во время своих Туркестанских экспедиций в 1871 году по Кокандскому ханству он спускался в Алайскую долину, открыл и описал Заалайский хребет и высочайший пик этого хребта — Пик Кауфмана, но обстоятельства не позволили продолжить ему дальнейшие исследования Памира, вот что он писал об этих обстоятельствах:

«Как мы могли идти на несколько дней в пустынную местность, не имея запасов ни фуража, ни провианта! Того, что было с нами, не хватило и на обратный путь из Алая: мы два дня голодали».— А. П. Федченко
.
- Арнольд Регель (1856—1917) — российский садовод и дендролог, в 1876—1884 гг. совершил ряд путешествий по Центральной Азии — в частности, на Памир — и стал первым европейцем, посетившим озеро Шива (1882)[21][29][32].
- Арминий Вамбери, он же Герман Бамбергер (1832—1913) — венгерский востоковед, путешественник, полиглот; член-корреспондент Венгерской академии наук. Происходил из бедной еврейской семьи. В 1861 году, взяв вымышленное имя Решид Эфенди, под видом дервиша — нищенствующего проповедника — совершил исследовательское путешествие в Центральную Азию. В 1864 году вернулся в Венгрию, издал книгу о своём путешествии. Путешествие Арминия Вамбери было одним из первых европейских проникновений в неизученные области Памира[33].
- Михаил Ионов (1846—1919) — русский генерал-майор, участник Туркестанских походов, наказной атаман Семиреченского казачьего войска. В 1891—1892 гг. командирован с охотничьими командами (добровольцами) Туркестанских батальонов и казаков на Алай и Памир. В походе осуществлялись географические описания и составление карт горной страны Памир, с 1893 г. был начальником Алайского резерва и войск, расположенных «за Алаем и на Памирах»[18][34][35].
- Дмитрий Иванов (1846—1924) — российский учёный, географ, исследователь Казахстана, горный инженер, художник, в 1883 году побывал с экспедицией капитана Д. М. Путяты на Памире, за исследования, проведённые в составе этой экспедиции, был награждён золотой медалью Русского географического общества[21][29][36].
- Иван Мушкетов (1850—1902) — русский путешественник и учёный, геолог и географ, профессор Петербургского технического университета, член Императорского Русского Географического Общества. Исследователь Урала, Кавказа, Центральной Азии, трассы Кругобайкальской железной дороги на берегу озера Байкал в Восточной Сибири. Из донских казаков. В 1867 окончил Новочеркасскую гимназию, затем как стипендиат Войска Донского окончил в 1873 Горный институт в Санкт-Петербурге. Ещё студентом занялся научными исследованиями в области геологии и географии. С 1874 по 1877 совершил несколько путешествий по Центральной Азии, исследовал Тянь-Шань и Памиро-Алай. Открыл несколько крупных месторождений полезных ископаемых: каменного угля, марганцевых, серебряных, медно-свинцовых руд. В 1880 присуждена высшая награда Русского географического общества — Золотая Константиновская медаль за исследования нагорной части Туркестанского края, северной границы Афганистана, песков Кара-Кумы и Кызыл-Кумы. Составил первую геологическую карту Туркестанского края. Дважды награждён Макариевской премией за работы «Геологическое описание Туркестана» и «Физическая геология» — базовый академический учебник для ВУЗов[21][29][37].
- Сергей Коржинский (1861—1900) — российский ботаник и генетик-эволюционист, один из основоположников фитоценологии, действительный член Петербургской академии наук (1896), действительный статский советник (1898), ввёл понятие «расы» как основной таксономической категории растений, независимо от Х. Де Фриза и А. Кёлликера обосновал мутационную теорию («теория гетерогенезиса»), противопоставив её дарвинизму. Профессор по кафедре ботаники Томского университета, один из основателей сибирской ботанической школы, читал студентам первую в истории Томского университета лекцию «Что такое жизнь?», путешествовал по Средней Азии, побывал в средней и южной Бухаре, Дарвазе, одним из первых русских ботаников посетил Рушан и Шугнан на Памире и дал первое описание растительности Средней Азии (1897)[21][29][38].
- Фёдор Алексеенко (1882—1904) — российский флорист-систематик и путешественник. В 1901 году совершил путешествие в Среднюю Азию, исследовав в ботаническом отношении Памир, Ваханский хребет, Шугнан и Дарваз, привёз из этой экспедиции 4000 гербарных образцов[39].
- Константин фон Кауфман (1818—1874) — русский военный деятель, инженер-генерал, генерал-адъютант; руководил завоеванием и колонизацией Средней Азии. С 1867 года — генерал-губернатор Туркестана, командующий войсками Туркестанского военного округа. Талантливый колониальный администратор и организатор систематического изучения Памира как в военно-стратегических, так и в общенаучных целях. Один из основателей Публичной библиотеки в Ташкенте в 1870 году, где аккумулировались военно-географические и общенаучные сведения о Памире и прилегающих областях[40].

### XX век
- Василий Зайцев(1851—1931) — русский и советский военный, участник-ветеран военных походов в Туркестане, генерал-майор, военный востоковед, исследователь Памира, действительный член Русского географического общества востоковедов. Начальник Ошского уезда (1895—1906), начальник Памирского отряда (1893—1894). Был проницательным и «глубоким знатоком Средней Азии и в первую очередь Памира. В 1903 году Зайцев посвятил Памиру историко-географический очерк „Памирская страна — центр Туркестана“. Неизменно в газете „Туркестанские ведомости“, а затем и в других изданиях публиковал материалы о Памире. Как глава Ошского уезда, участвовал в подготовке многих экспедиций на Памир. В руководимом Зайцевым военном собрании Оша выступали многие известные путешественники по Центральной Азии с докладами, где также действовал лекторий, систематически проводилась просветительская работа»[41][35].
- Григорий Шпилько (1872—1936) — российский, советский военный и государственный деятель, выпускник Санкт-Петербургского пехотного юнкерского училища, Картографических курсов при Военно-топографическом училище и Николаевской академии Генерального штаба. С 1909 году служил в Туркестанском военном округе, был командирован на Памир для обследования приграничных районов и демаркации границы с Китаем (с марта 1911 г. член Русского географического общество). С 1912 по 1914 гг. начальник Памирского отряда, в этот период службы становится известным исследователем Памира, Сарезского озера[35][42].
- Николай Корженевский (1879—1958) — уроженец Беларуси, выдающийся путешественник, географ и гляциолог, доктор географических наук, член-корреспондент АН Узбекской ССР, профессор САГУ в Ташкенте[43][44].
- Николай Вавилов (1887—1943) — российский, советский учёный-генетик, ботаник, селекционер, химик, географ, общественный и государственный деятель, академик АН СССР, АН УССР и ВАСХНИЛ, президент ВАСХНИЛ, президент ВГО (1931—1940), основатель и директор ВИР (1930—1940), директор Института генетики АН СССР (1930—1940), член Экспедиционной комиссии АН СССР, член коллегии Наркомзема СССР, член президиума ВНАВ, член ЦИК СССР (1926—1935), член ВЦИК, член ИППО (1927—1929)[21][29][45].
- Павел Баранов (1892—1962) — советский, российский ботаник, в области морфологии (эмбриологии), анатомии и биологии растений, исследователь дикорастущей и культурной растительности, историк ботаники, член-корреспондент АН СССР, Заслуженный деятель науки Узбекской ССР, работал в САГУ (1920—1944), возглавлял лабораторию Всесоюзного научно-исследовательского института хлопководства (1930—1938), руководил множеством ботанических экспедиций по Средней Азии[21][23][29].
- Илария Райкова (1896—1981) — российский, советский узбекский учёный, биолог, географ, путешественник, один из крупных учёных в области ботаники, педагог, д. б. н, профессор САГУ, Заслуженный деятель науки Узбекской ССР, член-корреспондент АН УзбССР, почётный член РБО и РГО, работала в Ботаническом музее Главного ботанического сада РСФСР (научный сотрудник 1-го разряда БИН РАН) (1919—1920)[21][22][23][29].
- Кирилл Станюкович (1911—1986) — советский, таджикский учёный, ботаник, географ, геоботаник, писатель, путешественник, доктор биологических наук, профессор, Заслуженный деятель науки ТаджССР, член-корреспондент АН ТаджССР), директор Памирской биологической станции АН ТаджССР (1951—1959), зав. сектором «Атлас Таджикской ССР» СОПСа АН ТаджССР (1965—1969), зав. сектором экспериментальной геоботаники Памирского биологического института АН ТаджССР (1969—1970), зав. сектором Совета по изучению производительных сил (СОПС) АН ТаджССР (1971—1975), зав. сектором географии Отдела охраны и рационального использования природных ресурсов АН ТаджССР (1975—1986). Участвовал во множественных экспедициях на Памир, Тянь-Шань, в горный Казахстан и Сибирь[21][27][46][47].
- Анатолий Гурский (1911—1967) — советский, таджикский ботаник, интродуктор, естествоиспытатель, дендролог. доктор биологических наук (1951), профессор (1951), директор Памирского ботанического сада (1940—1965), первый председатель Памирской базы АН ТаджССР (1960—1965), зав. кафедрой общей ботаники Московского лесотехнического института (1965—1967). В 1940 году по приглашению профессора П. А. Баранова приехал на Памир, возглавил всю работу по организации самого высокогорного в СССР ботанического сада[21][23][28][48].
- Николай Гвоздецкий (1913—1994) — советский российский путешественник, географ и карстовед, картограф, историк географии, доктор географических наук, профессор Московского государственного университета имени М. В. Ломоносова, награждён Большой Золотой медалью Географического общества СССР, Золотой медалью имени Н. М. Пржевальского, золотыми медалями иностранных университетов и обществ. Совершил короткое путешествие на Памир. Позднее занимался сбором, систематизацией и обобщением географических сведений о горной стране Памир, добытых другими учёными и путешественниками, результаты многолетних работ изложил в своих научных трудах[49].
- Олег Заленский (1915—1982) — советский, таджикский учёный, физиолог растений, доктор биологических наук, профессор, директор Памирской биологической станции Таджикского филиала АН СССР (1942—1951), ведущий научный сотрудник Ботанического института АН СССР, лауреат премии имени К. А. Тимирязева (1988)[21][25][26].
- Окмир Агаханянц (1927—2002) — советский и белорусский путешественник, геоботаник, географ, специалист в области региональной геополитики и стратегической географии Кавказа и Центральной Азии, доктор географических наук; профессор Белорусского государственного педагогического университета в Минске. Несколько лет путешествовал по Памиру в научных целях. Один из крупнейших специалистов мира в области изучения Памирской горной страны. Исследователь памирского озера Сарез. Предложил свою схему районирования горной системы Памир. Написал труд об истории исследования природы Памира до 1960 года. Автор научных трудов и популярных книг о Памире. Имя Окмира Егишевича Агаханянца носит горный перевал Агаханянца, Хребет Южный Шугнан (высота 5080 м)[21][50].
- Худоер Юсуфбеков (1928—1990) — советский учёный, уроженец Памира, д-р с.-х. наук, акад. АН ТаджССР, профессор, член Президиума АН ТаджССР, действительный член Географического общества СССР, председатель Совета по координации научной деятельности Отделения биологических наук АН ТаджССР, член Координационного совета Отделения общей биологии АН СССР, член Всесоюзного и Среднеазиатского советов ботанических садов СССР (1972), член совета «Биологические основы освоения горных территорий Средней Азии», член совета по проблеме Биологические основы рационального использования и охраны растительного мира АН СССР. Организатор науки на Памире[21][51][52].
- Владимир Котляков (род. 1931) — русский путешественник, гляциолог и географ, академик Российской Академии наук, доктор географических наук, Почётный президент Русского географического общества, Doctor Honoris Causa Тбилисского государственного университета, с 1968 зав. отделом гляциологии Института географии, с 1986 — директор Института географии, участник и научный руководитель экспедиций и исследований на острове Новая Земля, в Антарктиде, на вулкане Эльбрус, в Заилийском Алатау. Проводил исследования ледников Памира в 1968—1974 гг. За труды Русское географическое общество удостоило его Золотой медалью имени Фёдора Литке и Медалью имени Николая Пржевальского, именем Котлякова названы ледники в Джунгарском и Заилийском Алатау[53].

### XXI век
- Алексей Постников (род. 1939) — советский и российский учёный, работающий в области истории картографии и географических исследований, доктор технических наук, профессор, с 1980 в Институте истории естествознания и техники РАН, директор института (2004—2009), главный научный сотрудник Института в Отделе истории наук о Земле (с 2010), член Исполкома (асессор) Отделения истории науки и техники Международного союза истории и философии науки, экс-президент Международного Центра Рерихов. Ряд его фундаментальных работ посвящены истории географического исследования, топографических, геодезических и общих картографических работ в Центральной Азии, на Памире и Тянь-Шане. В книге «Схватка на крыше мира» даёт подробную хронологию, описывает причины и следствия геополитического соперничества Британской и Российской империй в регионе[54].

## Галерея

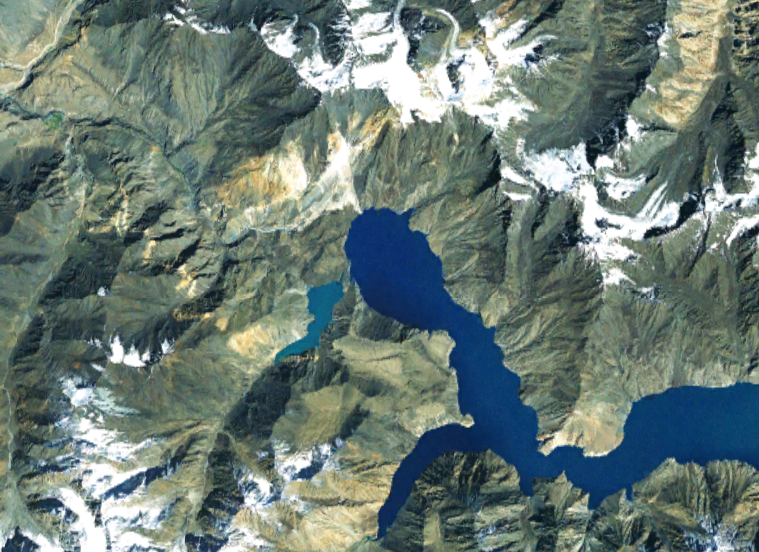
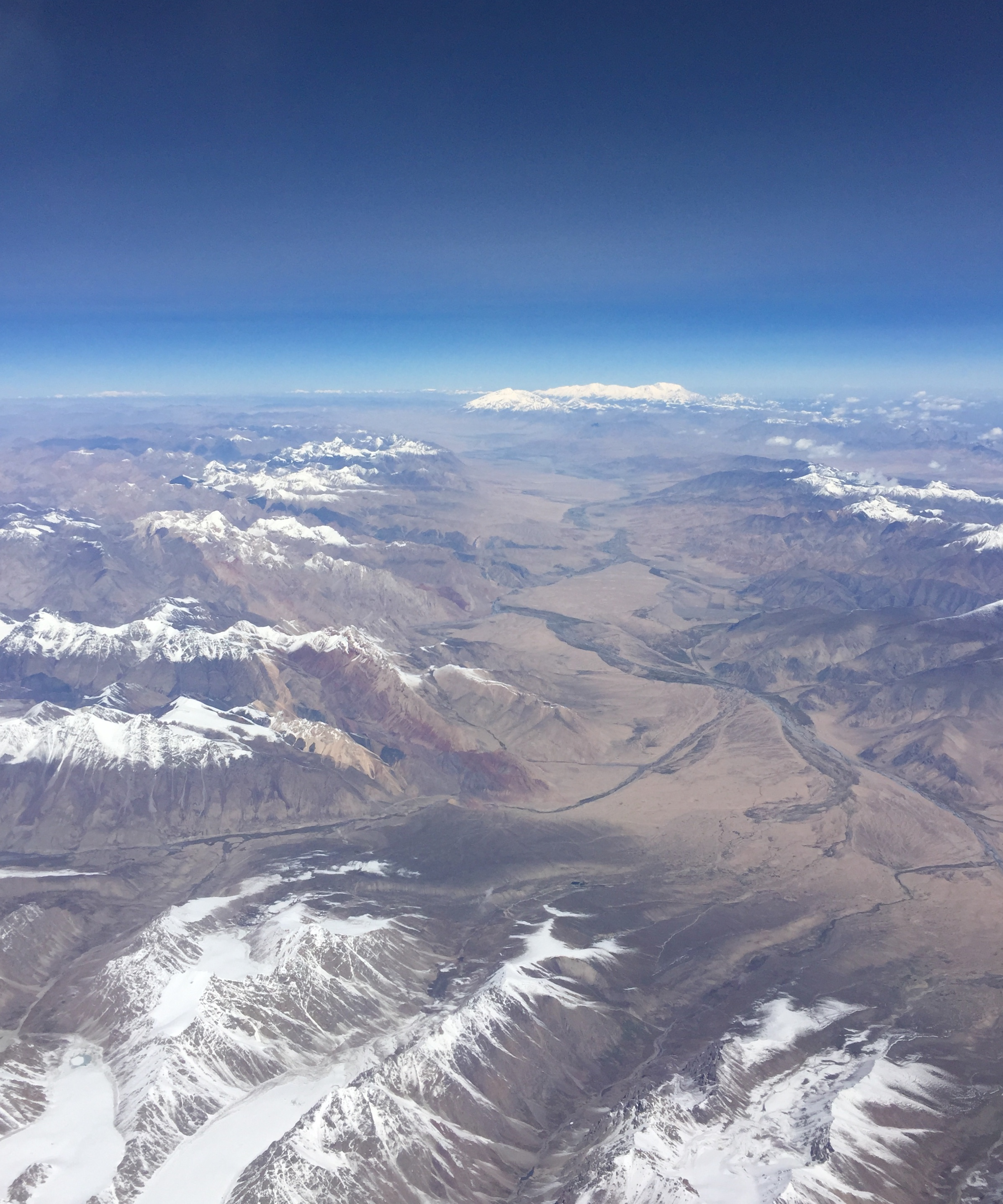
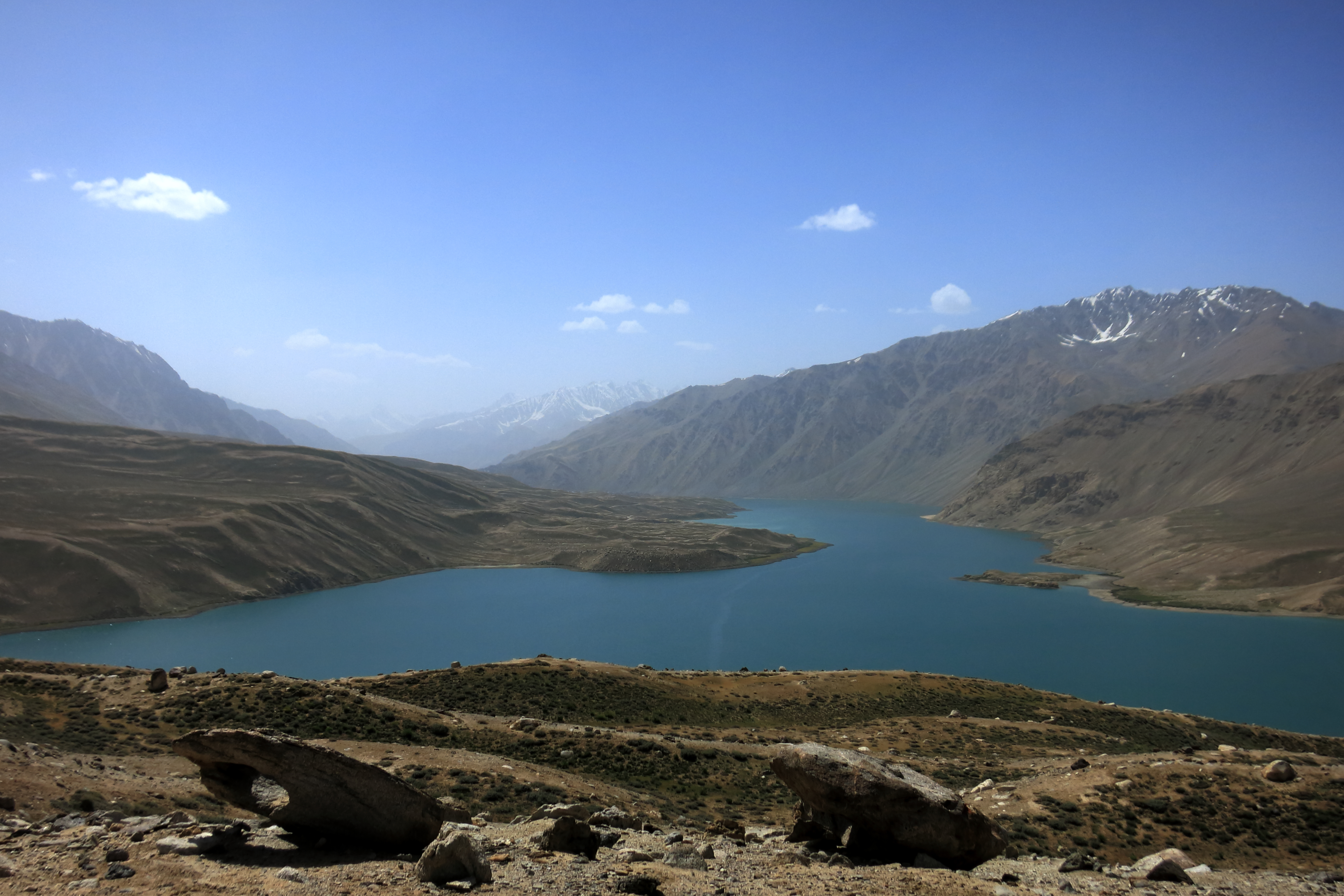
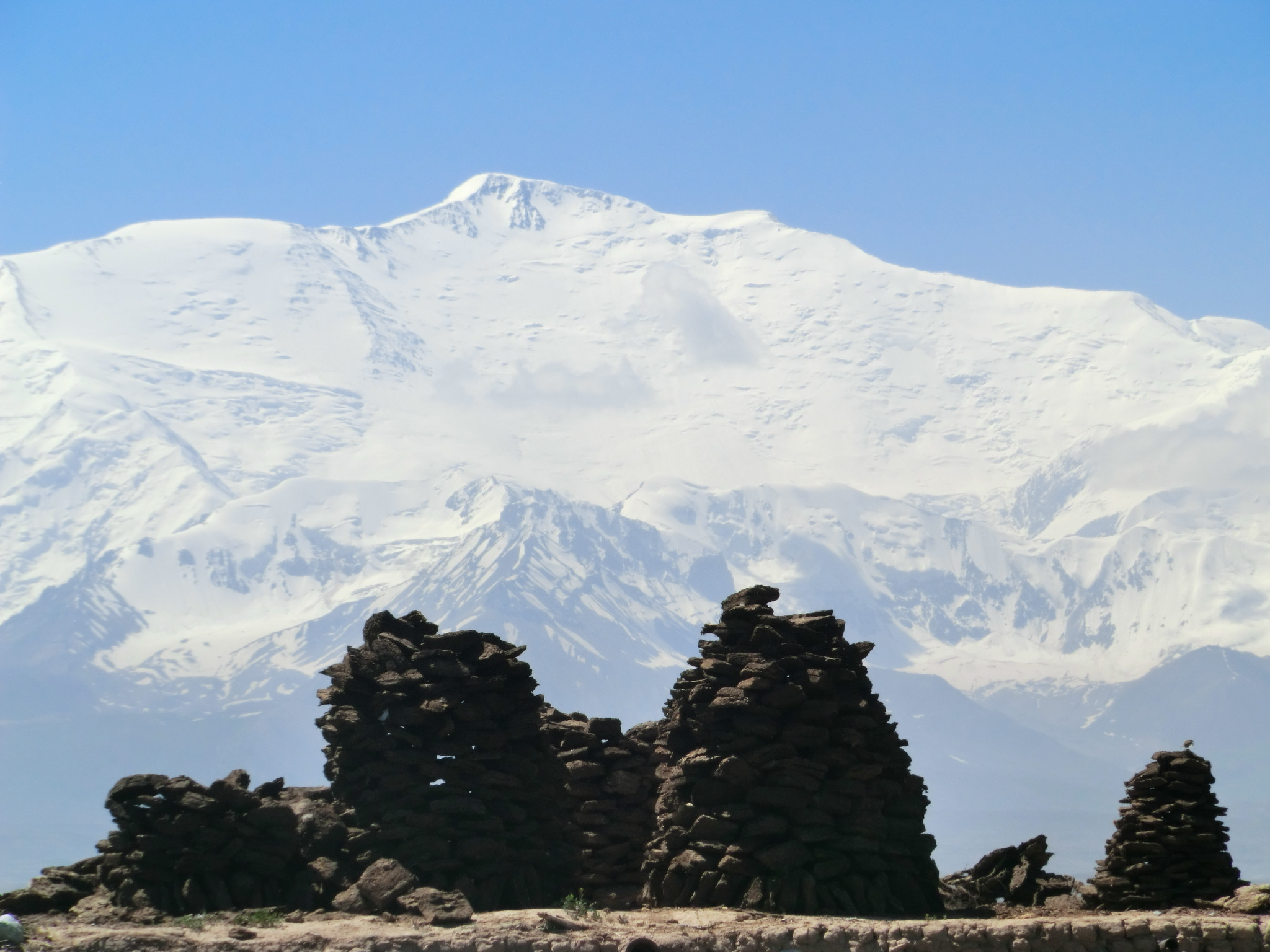
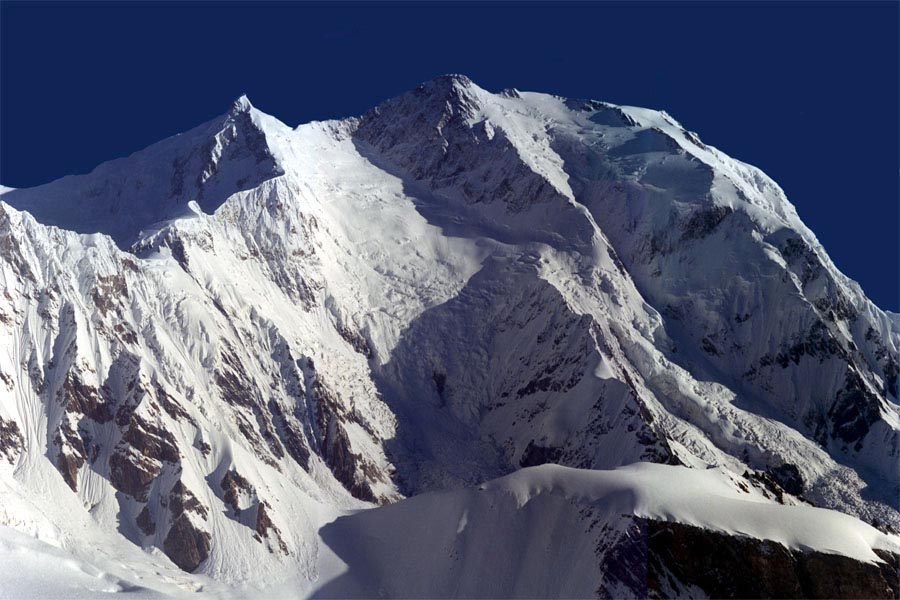
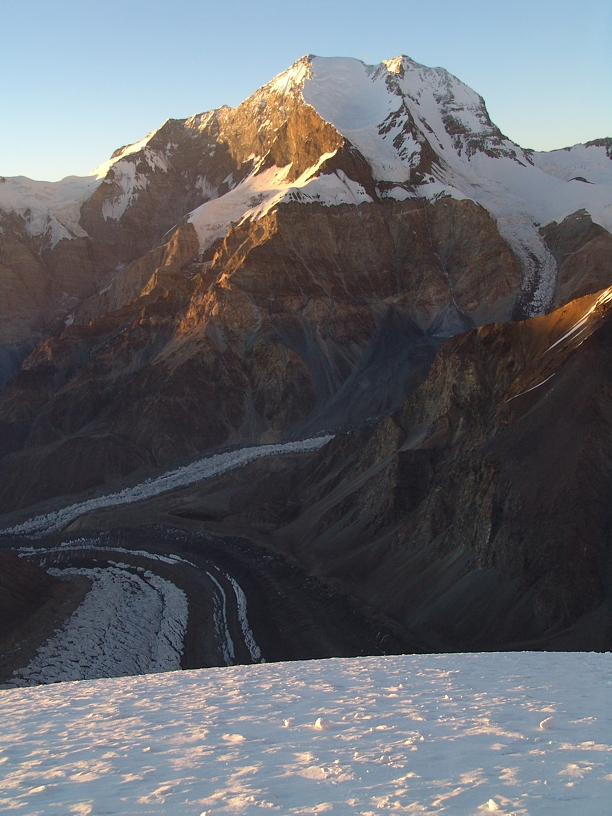
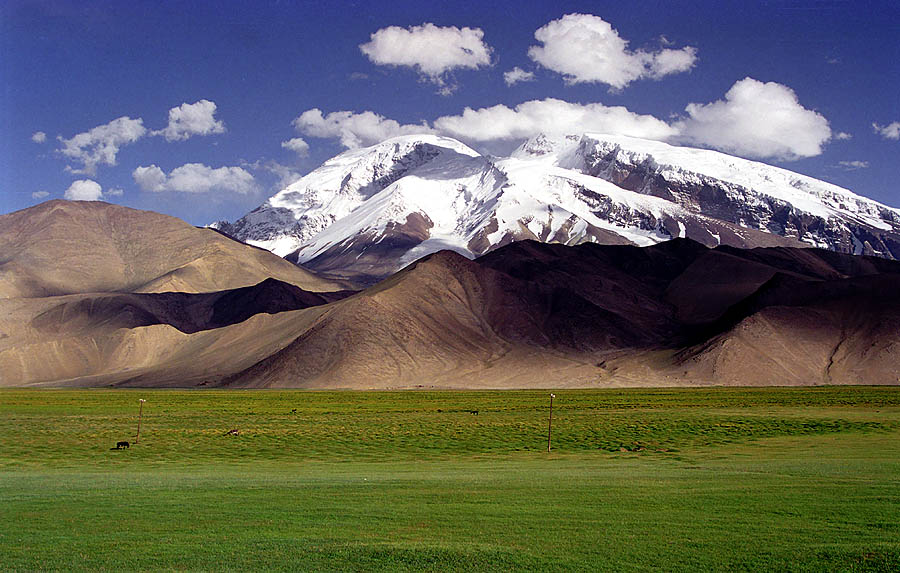
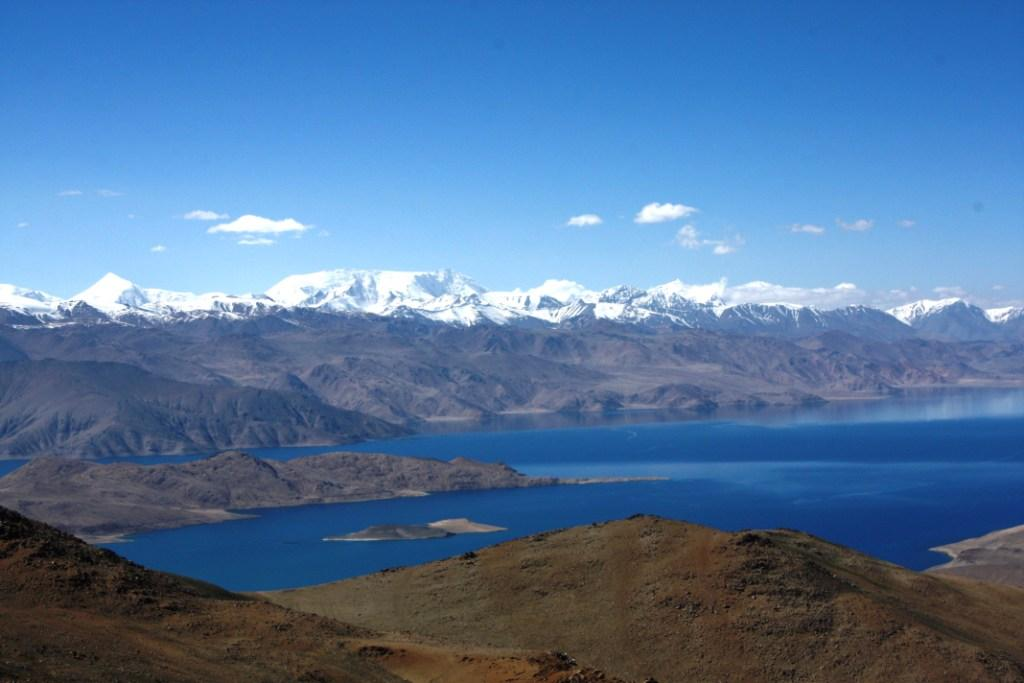
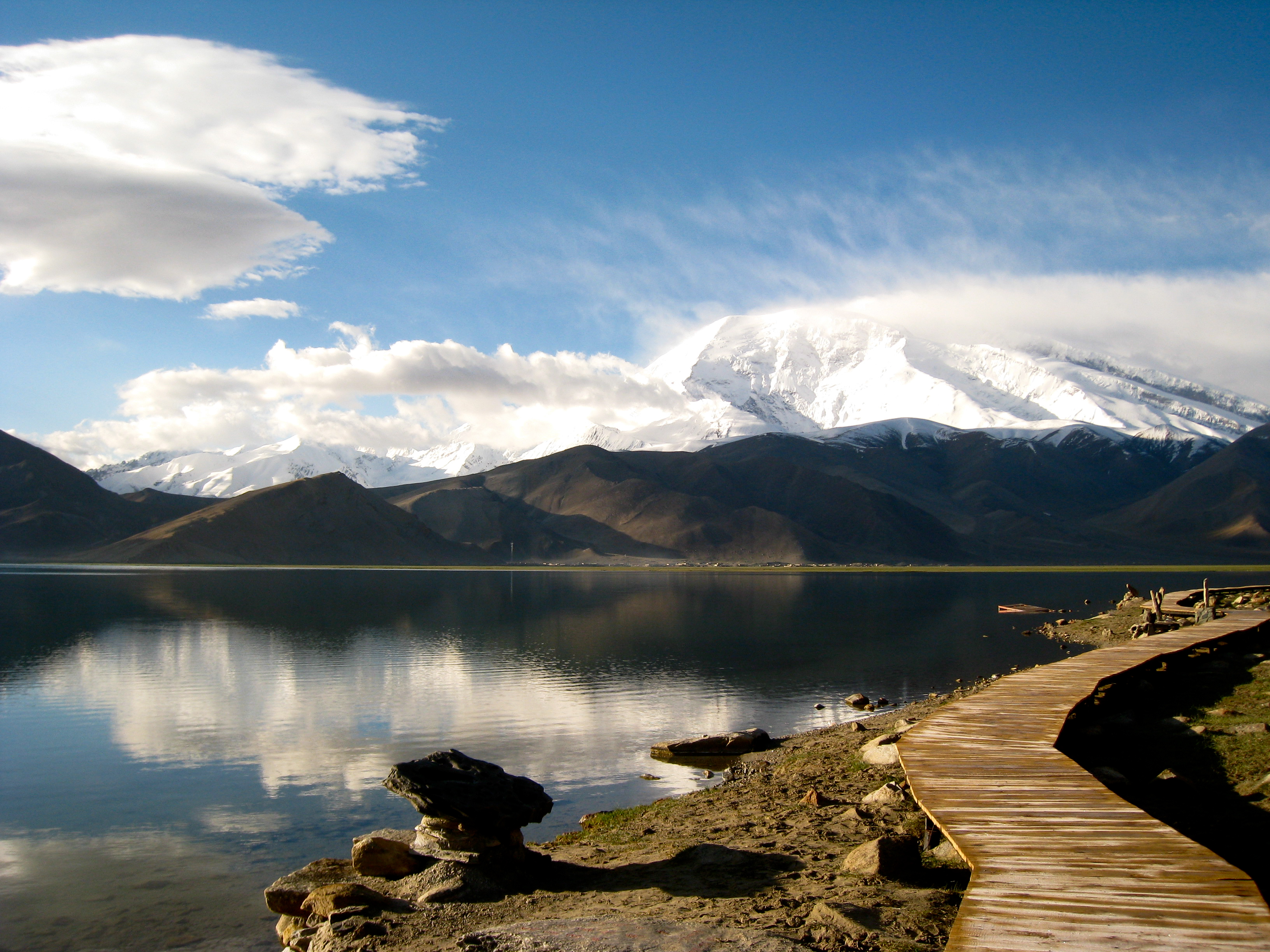
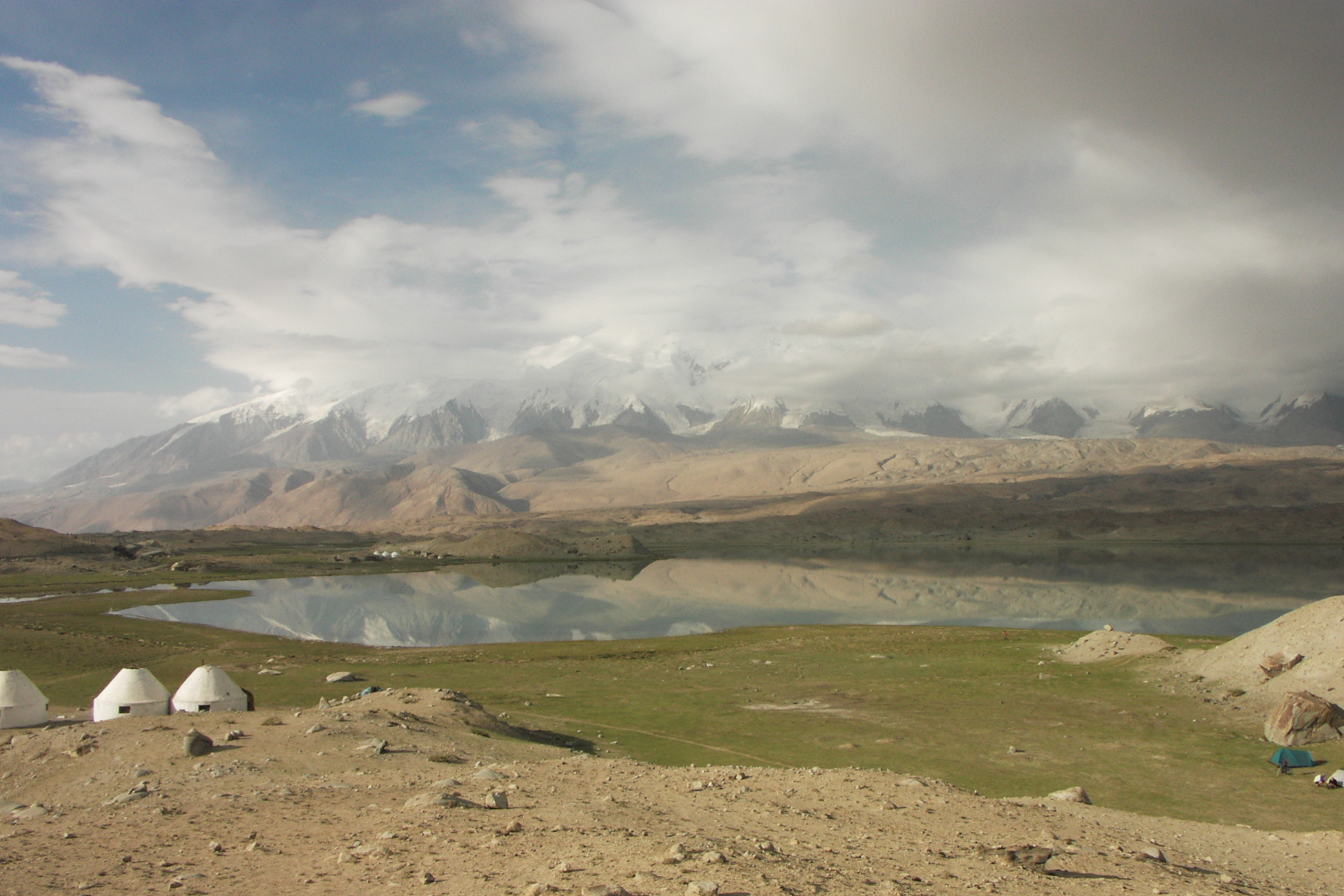
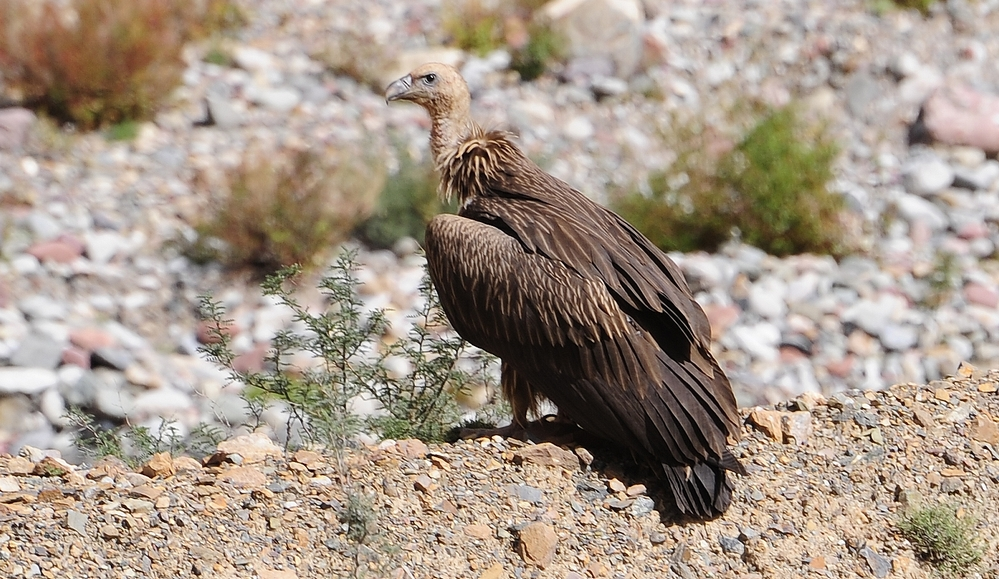
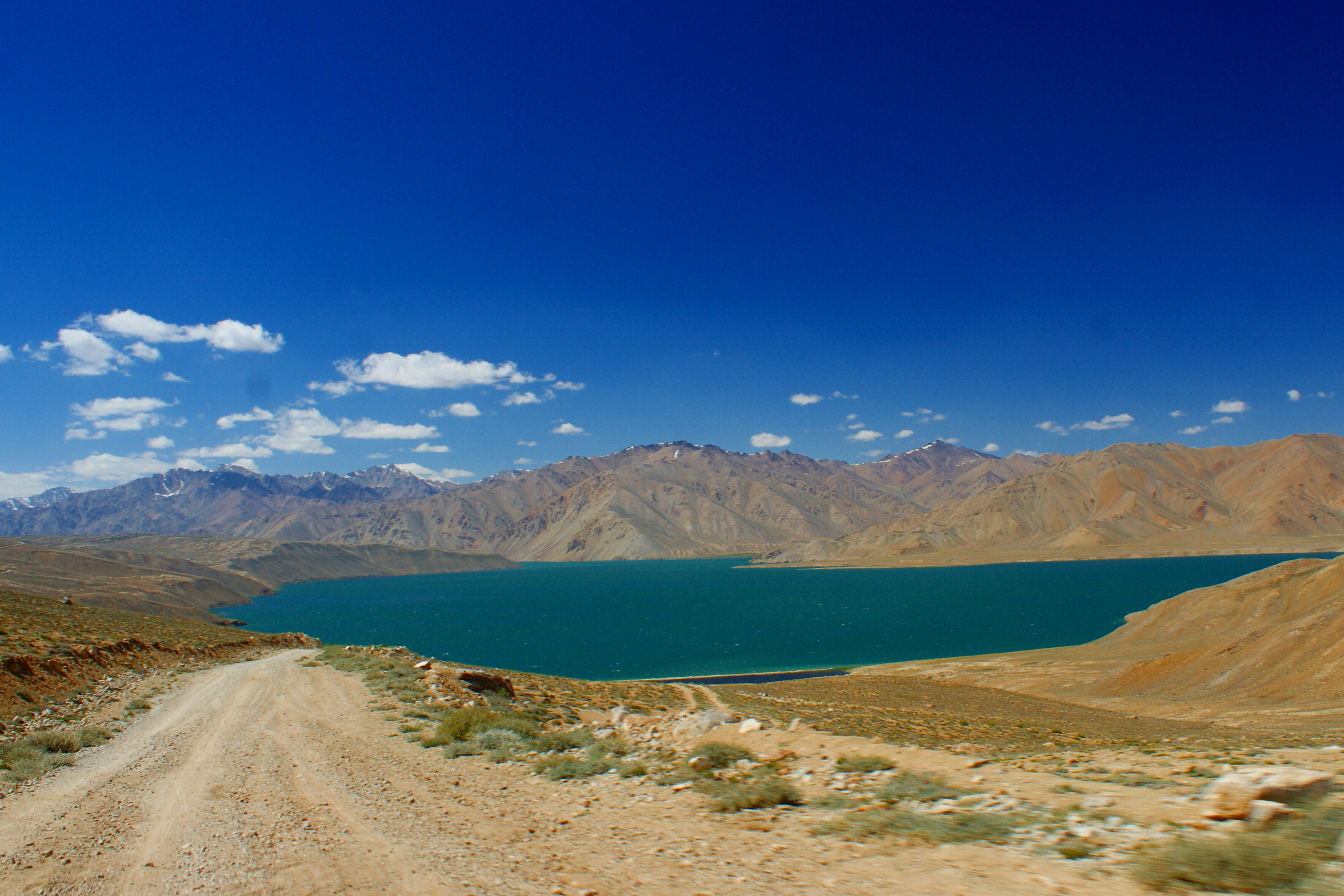
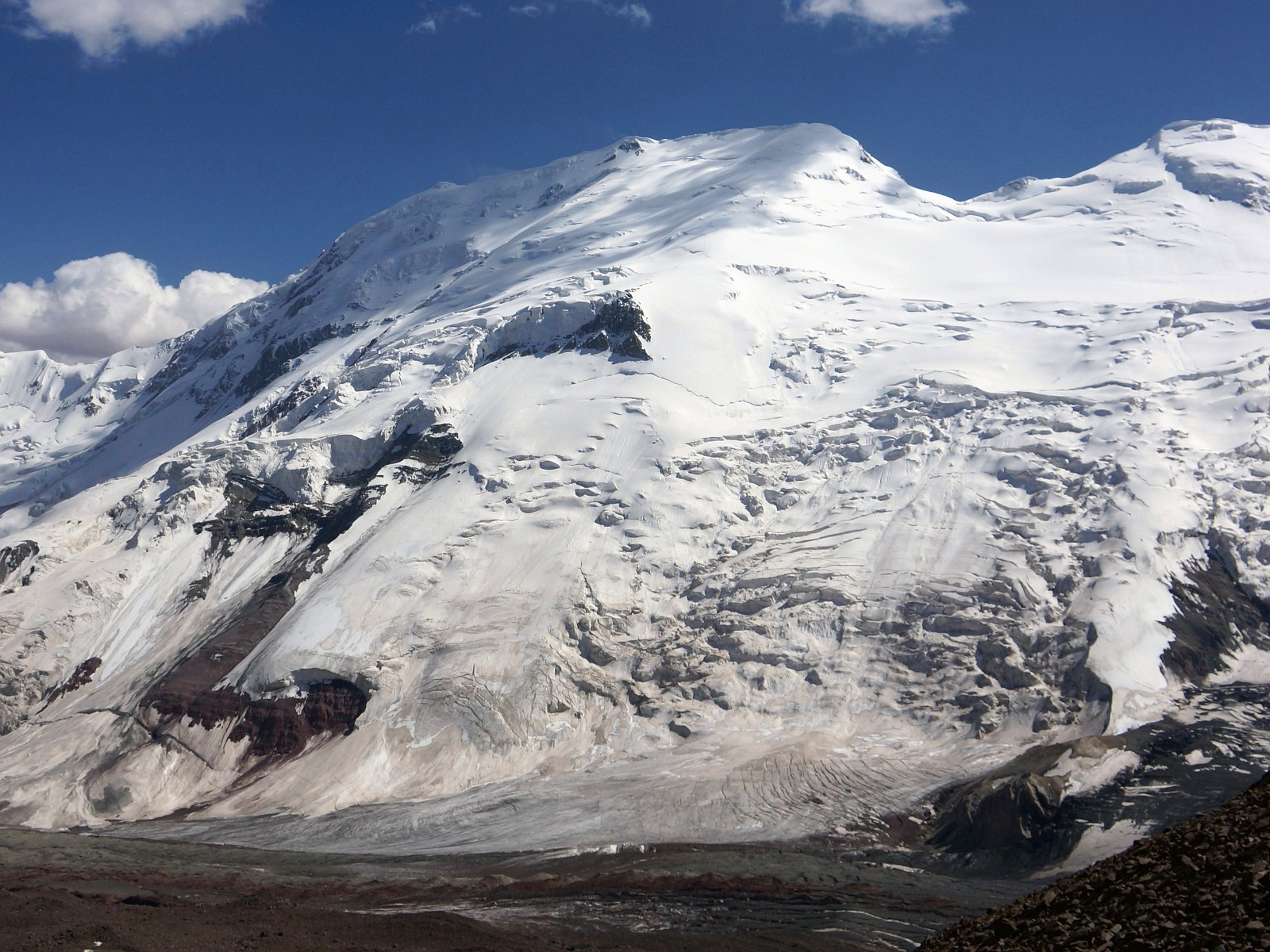
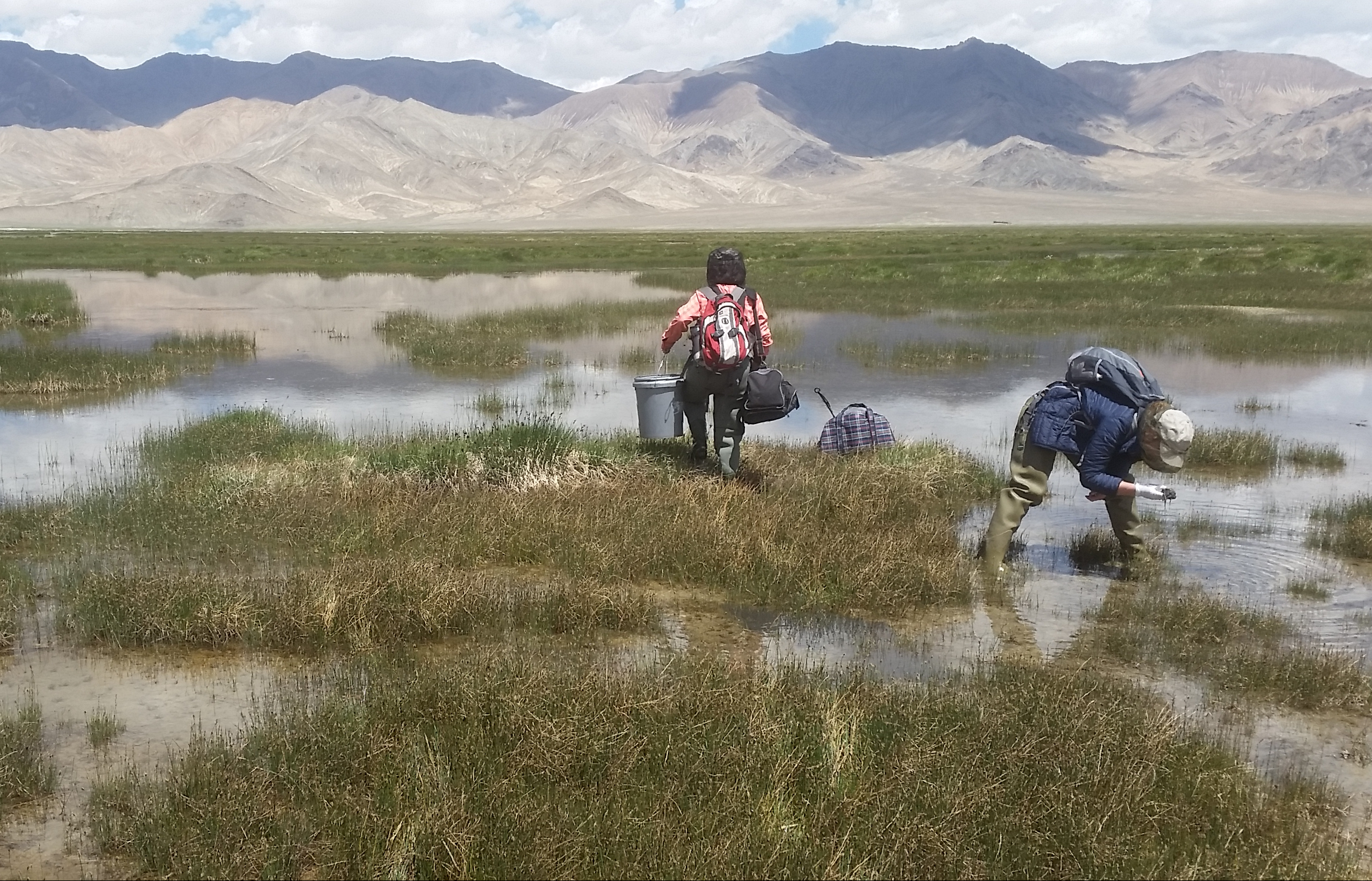
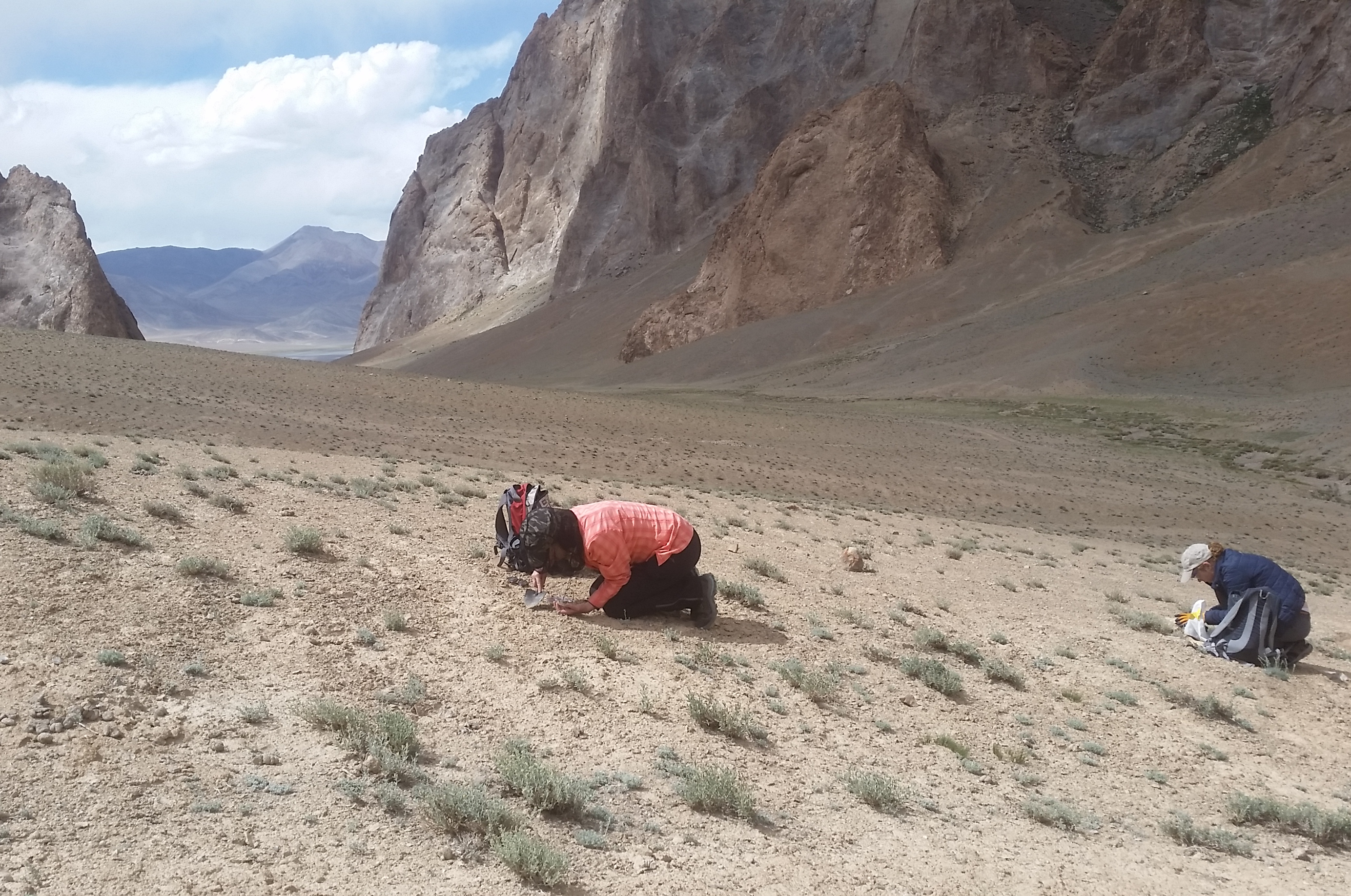
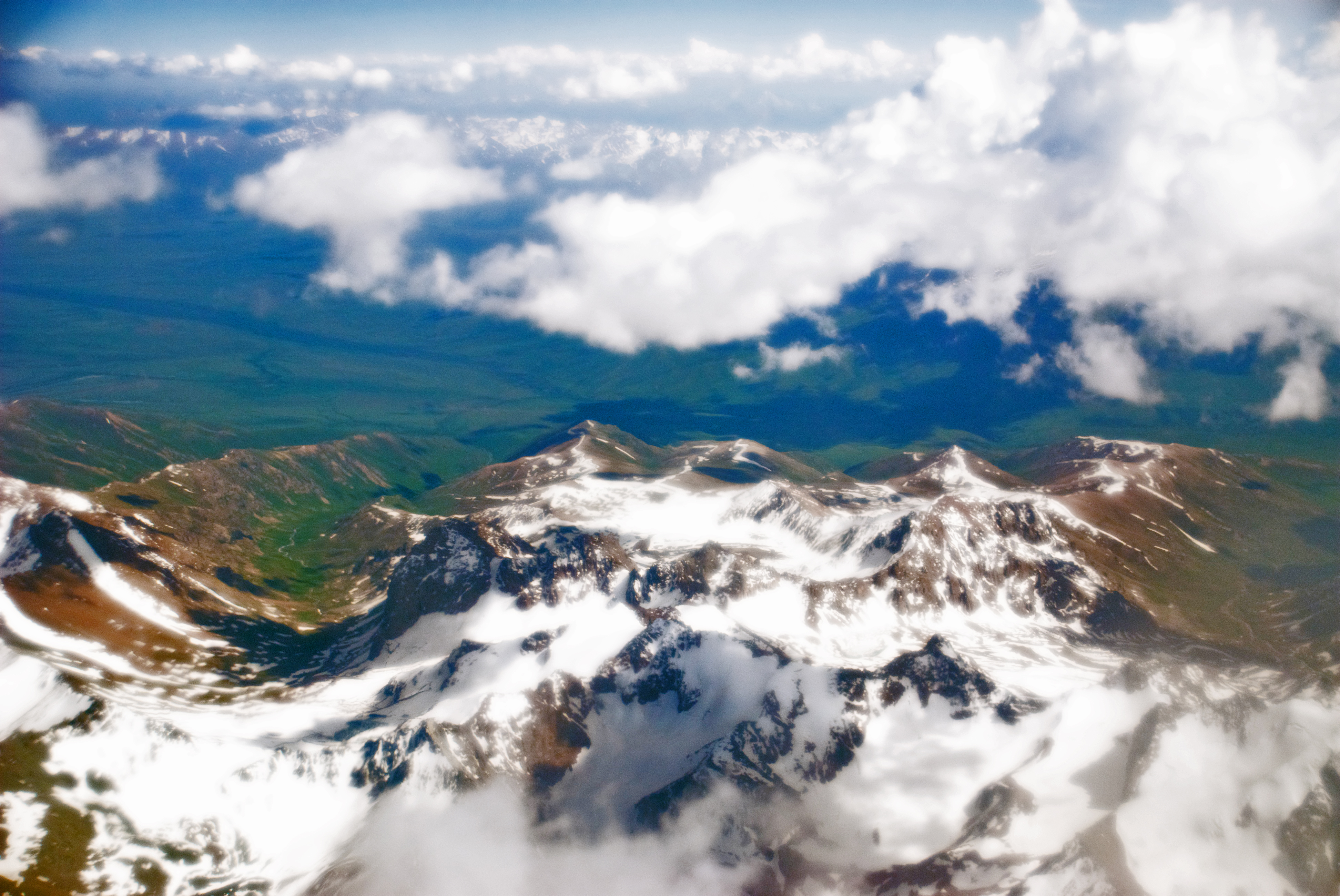

### Комментарии
1. ↑  Около 2/3 территории Памира охватывает Горно-Бадахшанская автономная область Республики Таджикистан. Вопрос о природных границах Памира спорный, под Памиром понимают природную территорию, ограниченную на севере Алайской долиной, на востоке — Сарыкольским хребтом, на юге — озером Зоркуль, долиной реки Памир и верховьем реки Пяндж, на западе — меридиональным отрезком долины реки Пяндж, на северо-западе к Памиру относят восточные части хребтов Петра I и Дарвазского. Некоторые советские-российские исследователи (К. В. Станюкович, Э. М. Мурзаев и другие) относят к Памиру только восточную часть указанной территории. Другие (Н. А. Гвоздецкий, Р. Д. Забиров и другие) включают прилегающие с востока Кашгарские горы; О. Е. Агаханянц рассматривал ещё южный склон Гиндукуша и восточный склон хребта Лаль на западе.
2. ↑  Памир, Памиры — обширное высокое нагорье в Средней Азии, расположенное в верховьях Амударьи и Тарима, между Тянь-Шанем на Севере и Гиндукушем на Юге. Приподнятое в наиболее низких своих частях на высоту 10½—14 тыс. фт. (3048—4267 м) над уровнем моря, нагорье это в общем представляет систему длинных, ветвистых более или менее плоских и широких речных долин и озёрных бассейнов, разделённых горными, часто снеговыми, хребтами и кряжами, возвышающимися своими скалистыми, нередко же весьма пологими скатами всего на 3—8 тыс. фт. (914—2438 м) над дном соседних долин. <…> Расположенный в узле между величайшими горными системами азиатского материка (Тянь-Шань, Гиндукуш, Куэнь-лунь, Гималаи, Кара-корум), в верховьях важнейших среднеазиатских рек, на пути между западной и восточной Азией и Индией П. ru.wikisource.org. Дата обращения: 22 апреля 2020. Архивировано 15 мая 2021 года. ЭСБЕ. Россия, Санкт-Петербург, 1890—1907.
3. ↑  Автором термина «Большая Игра» в историческом смысле является Артур Конолли (англ. Arthur Conolly, 1807—1842) — британский разведчик, путешественник, писатель.
4. ↑  Название «цун-лин» («луковые горы»), возможно, связано с изобилием луков, произрастающих у подножия Алайского и Заалайского хребтов.
5. ↑  На востоке к Памиру относятся Сарыкольский хребет, Кашгарские горы с наибольшими высотами во всем Памире (пик Конгур 7649 м над уровнем моря и Музтагата 7546 м над уровнем моря). Восточный край Памира расчленён Кашгарскими горами. Следует заметить, что название «Восточный Памир» по отношению к территории Республики Таджикистан употребляется условно, и если взять Памирское нагорье в целом с восточной частью (с Кашгарскими горами), то Восточный Памир станет Центральным (так его называли К. К. Марков и О. Е. Агаханянц).
6. ↑  Труднодоступная гидрометеорологическая станция им. академика А. П. Горбунова расположена на высоте 4200 м, в суровых климатических условиях на скальных выступах левого борта ледника им. Федченко.
7. ↑  Ледник Федченко является одним из крупнейших в мире горно-долинных ледников.
8. ↑  В СССР, на Памире, в частности в ГБАО были созданы 16 гидрометеорологических станций (ГМС) — 1 метеостанция (МС); — 1 снеголавинная станция (СЛС); — 1 АМСГ Хорог (авиаметеостанция гражданская) и 36 гидрологических постов, где работали 372 человека. Со всех специализированных учреждений посредством радиостанций гидрометинформация передавалась в Хорогскую гидрометеорологическую обсерваторию (ГМО Хорог), куда одновременно с другого конца города принималась информация с Аэрологической станции при ГМО Хорог (АС ГМО Хорог проводилось зондирование атмосферы — измерение скорости ветра, температуры, давление и влажности до 50 км и более высоты в атмосфере). С ГМО Хорог вся информация телеграфным аппаратом передавалась в Душанбе, далее в Ташкент, куда вся информация в обязательном порядке поступала со всей Средней Азии, в конечном итоге в Москву.
9. ↑  «В противовес английскому присутствию в регионе в 1894 году под руководством подполковника Громбчевского началось строительство секретной военно-стратегической колёсной дороги через перевал Талдык высотой 3615 м. Он ориентирован с севера на юг, соединяет Ферганскую долину на севере с Алайской долиной на юге. Над объектом тайно работали русские сапёрные части. Колёсная дорога предназначалась для оперативной переброски войск и артиллерии на юг Памира в случае угрозы британского вторжения. Таким образом, Российская империя предотвратила появление британцев в Алайской долине, откуда англичане могли бы двинуться далее на север и выйти на Ферганский край»[18].
10. ↑  «Постановление Совета Народных Комиссаров Таджикской ССР 4 июня 1938 г. № 577 г. Сталинабад „О передаче Памирской Биологической станции из системы Ср. Аз. Гос. Университета в систему Академии Наук СССР“ 1. В соответствии с решением Президиума Филиалов и Баз Академии Наук СССР, передать Памирскую Биологическую станцию из системы Ср. Аз. Гос. Университета Таджикской Базе Академии Наук. 2. Предложить Наркомфину включить в проект Государственного Бюджета 1938 г. по Таджикской Базе Академии Наук средства на финансирование содержания Памирской Биологической станции в сумме 70 т.р. обязав Таджикскую Базу Академии Наук возместить из этой суммы Средне-Азиатскому Гос. Университету средства на покрытие расходов по содержанию станции с 1-го января 1938 г. по момент издания настоящего постановления. Заместитель Председателя Совета Народных Комиссаров Таджикской ССР (Саидов). Управляющий Делами Совета Народных Комиссаров Таджикской ССР (Марданкулов). Верно: Секретарь п/части подпись, печать (Кушниренко) Постановление разослано 4/VI-1938 г.: СНК СССР, Госплан, База Академии Наук, Наркомфин, САГУ, Постпредство, Прокурору Республики, Архив».
11. ↑  «…в период его (Худоёра Юсуфбекова) руководства биостанция приобрела известность за пределами страны, а исключительные наблюдения и эксперименты получили высокую оценку учёных Москвы и Ленинграда, в научных кругах США, Австралии, Чили, Японии, где на повестке дня на тот период истории стояло освоение высокогорий»[21].